# 국도 제3호선
국도 제3호선은 경상남도 남해군 미조면 초전삼거리와 평안북도 초산군 초산면을 잇는 대한민국의 일반 국도이다.

## 역사
- 1971년 8월 31일 : 일반국도노선지정령에 의해 국도 제3호선 삼천포 ~ 초산선이 됨.[3]
- 1975년 2월 27일 : 사천군 사천읍 구암리 ~ 십수교 490m 구간 폐지[4]
- 1975년 11월 22일 : 거창군 웅양면 산포리 ~ 금릉군 대덕면 문외리 구간 개통[5]
- 1979년 5월 21일 : 이천군 장호원읍 도계 ~ 여주군 가남면 태평리 ~ 이천군 이천읍 ~ 광주군 실촌면 곤지암리 ~ 광주군 광주면 ~ 성남시 갈현동 ~ 서울특별시 강남구 가락동 ~ 잠실교 ~ 구의동 79.5 km 구간 개통[6]
- 1981년 6월 24일 : 기점을 '경상남도 삼천포시'에서 '경상남도 남해군 삼동면'으로 연장함. 이에 따라 '삼천포 ~ 초산선'에서 '남해 ~ 초산선'이 됨.[7]
- 1981년 8월 5일 : 국도로 승격된 남해군 삼동면 ~ 삼천포시 경계 31.3 km 구간 개통[8]
- 1981년 8월 12일 : 대통령령 제10371호 일반국도노선지정령 개정에 따라 연장된 31 km 구간으로 도로구역 변경[9]
- 1987년 5월 26일 : 기존 지정 구간인 중원군 상모면 온천리 구간 폐지[10]
- 1992년 1월 17일 : 괴산군 연풍면 행촌리 446m 구간 개통, 기존 160m 구간 폐지[11]
- 1995년 2월 11일 : 여주군 가남면 태평리 ~ 건장리 1.53 km 구간 개통[12]
- 1996년 7월 1일 : 기점을 '경상남도 남해군 삼동면'에서 '경상남도 남해군 미조면'으로 변경함. 서울특별시 구간 노선 변경[13]

| 개정 이전 | 개정 이후                                                   |
| 주요 통과지 | 주요 통과지                                                 |
| --- | ----------------------------------------------------------- |
| 서울특별시 강동구 가락동, 잠실대교, 성동구 구의동, 성동교, 왕십리, 동대문구 제기동, 성북구 하월곡동, 도봉구 미아동 · 도봉동 | 서울특별시 송파구, 잠실대교, 광진구, 중랑구, 노원구, 도봉구 |

- 1996년 11월 11일 : 감곡사거리 ~ 장호원고가차도 ~ 샘재고개삼거리 (음성군 감곡면 오향리 ~ 이천시 장호원읍 장호원리) 구간 개통[14]
- 1997년 8월 30일 : 동두천 ~ 전곡간 도로(동두천시 하봉암동 ~ 연천군 전곡읍 은대리) 8.07 km 구간 확장 개통, 기존 4.06 km 구간 폐지[15]
- 1998년 1월 12일 : 충주시 상모면 안보리 ~ 풍동 17.5 km 구간 개통, 기존 18.9 km 구간 폐지[16]
- 1998년 12월 31일 : 진주 ~ 단성간 도로(진주시 유곡동 ~ 산청군 신안면 신안리) 20 km 구간 확장 개통[17]
- 1999년 4월 28일 : 창선우회도로(남해군 창선면 당저리 ~ 동대리) 2.7 km 구간 개통, 기존 380m 구간 폐지[18]
- 2000년 5월 3일 : 의정부시 장암동 ~ 양주군 회천읍 봉양리 20.7 km 구간을 자동차 전용도로로 지정[19]
- 2001년 9월 22일 : 점촌 ~ 문경간 도로(문경시 마성면 모곡리 ~ 문경읍 진안리) 6.206 km 구간 확장 개통, 기존 7.5 km 구간 폐지[20]
- 2001년 12월 20일 : 충주시 주덕읍 신중리 ~ 음성군 생극면 신양리 20.5 km 구간 확장 개통, 기존 19.326 km 구간 폐지[21]
- 2001년 12월 29일 : 동두천 ~ 전곡간 도로(연천군 전곡읍 전곡리 ~ 은대리) 1.0 km 구간 확장 개통, 기존 1.1 km 구간 폐지[22][23]
- 2002년 12월 28일 : 충청북도 음성군 생극면 신양리 ~ 경기도 이천시 장호원읍 진암리 10.125 km 구간 확장 개통, 기존 8.5 km 구간 폐지[24]
- 2003년 4월 10일 : 연천군 신서면 도신리 600m 구간 확장 개통[25]
- 2003년 4월 28일 : 창선·삼천포대교(남해군 창선면 대벽리 ~ 사천시 동서동) 3.4 km 구간 개통[26]
- 2003년 12월 28일 : 이천시 장호원읍 오남리 ~ 진암리 4.7 km 구간 확장 개통[27]
- 2003년 12월 29일 : 괴산군 연풍면 원풍리 ~ 충주시 상모면 안보리 8.3 km 구간 확장 개통[28]
- 2004년 7월 29일 : 사천우회도로 일부(사천시 축동면 배춘리 ~ 사천읍 구암리) 1.94 km 구간 임시 개통[29]
- 2004년 12월 15일 : 문경시 국도대체우회도로 함창 ~ 불정 구간 일부(상주시 함창읍 대조리 ~ 나한리) 1 km 구간 확장 개통[30]
- 2005년 1월 27일 : 거창읍 통과 구간을 폐지하고 거창읍 송정리 ~ 주상면 성기리 구간으로 노선 변경[31][32]
- 2005년 9월 15일 : 문경시 국도대체우회도로 함창 ~ 불정 구간 일부(상주시 함창읍 나한리) 4.42 km 구간 확장 개통[33]
- 2005년 11월 9일 : 진주시 집현면 봉강리 ~ 평거동 9.64 km 구간을 자동차 전용도로로 지정[34]
- 2005년 12월 12일 : 김천시 어모면 남산리 ~ 상주시 청리면 원장리 24.28 km 구간을 자동차 전용도로로 지정[35], 김천시 국도대체우회도로(김천시 양천동 ~ 어모면 옥율리) 18.4 km 구간을 자동차 전용도로로 지정[36], 상주시 함창읍 윤직리 ~ 문경시 불정동 8.7 km 구간을 자동차 전용도로로 지정[37]
- 2006년 10월 2일 : 문경시 국도대체우회도로(함창 ~ 불정간 도로, 문경시 공평동 ~ 불정동) 5.2 km 구간 확장 개통, 기존 상주시 함창읍 윤직리 ~ 문경시 불정동 9.6 km 구간 폐지[38]
- 2007년 8월 14일 : 충주시 풍동 ~ 용두동 7.246 km 구간을 자동차 전용도로로 지정[39]
- 2007년 10월 26일 : 성남시 중원구 여수동 ~ 이천시 부발읍 응암리 47.3 km 구간을 자동차 전용도로로 지정[40]
- 2008년 12월 10일 : 장암 ~ 청산 도로 의정부시 장암동 장암 나들목 ~ 용현동 용현 나들목 3 km 구간 임시 개통, 의정부시 자일동 자금 나들목 ~ 양주시 고읍동 고읍 나들목 5 km 구간 서울방향만 임시 개통[41]
- 2010년 3월 15일 : 장암 ~ 청산 도로 자금 나들목 ~ 고읍 나들목(의정부시 자일동 ~ 양주시 고읍동) 5 km 구간 양주방향 임시 개통[42]
- 2010년 4월 2일 : 장암 ~ 청산 도로 양주시 봉양동 ~ 연천군 청산면 초성리 15.1 km 구간을 자동차 전용도로로 지정[43]
- 2010년 8월 25일 : 김천시 구성면 상원리 ~ 하강리 9.5 km 구간을 자동차 전용도로로 지정[44]
- 2010년 9월 17일 : 김천 ~ 어모간 도로(김천시 어모면 남산리 ~ 구례리) 7.5 km 구간 부분 확장 개통 및 기존 8.2 km 구간 폐지[45], 사천시 노룡동 ~ 사천읍 사주리 10.1 km 구간 확장 개통[46]
- 2010년 11월 23일 : 마리 ~ 송정간 도로(거창군 마리면 말흘리 ~ 거창읍 송정리) 3.8 km 구간 확장 개통, 기존 5.2 km 구간 폐지[47], 안의 ~ 마리간 도로(함양군 안의면 석천리 ~ 거창군 마리면 말흘리) 11.15 km 구간 확장 개통, 기존 함양군 안의면 신안리 ~ 거창군 마리면 말흘리 8.24 km 구간 폐지[48]
- 2010년 12월 15일 : 김천 ~ 어모간 도로(김천시 어모면 구례리 구례 교차로 ~ 유점 교차로) 3.7 km 구간 부분 확장 개통, 기존 3.9 km 구간 폐지[49]
- 2010년 12월 23일 : 산청 ~ 수동간 도로(산청군 생초면 하촌리 ~ 함양군 수동면 화산리) 4.8 km 구간 부분 확장 개통[50], 수동 ~ 안의간 도로(함양군 수동면 화산리 ~ 안의면 석천리) 12.9 km 구간 확장 개통 및 기존 7.49 km 구간 폐지[51], 삼천포 ~ 사천간 도로 1공구(사천시 대방동 ~ 노룡동) 7.9 km 구간 확장 개통[52]
- 2010년 12월 30일 : 양주시 회암동 ~ 봉양동 3.9 km 구간 부분 개통[53]
- 2011년 3월 28일 : 삼천포 ~ 사천간 도로 1공구 개통으로 기존 사천시 대방동 ~ 송포동 8.0 km 구간 폐지[54]
- 2011년 4월 28일 : 김천 ~ 어모간 도로(김천시 어모면 구례리 ~ 상주시 공성면 거창리) 780m 구간 확장 개통[55]
- 2011년 6월 10일 : 진주시 내동면 독산리 ~ 정촌면 화개리 4.0 km 구간을 자동차 전용도로로 지정[56]
- 2011년 11월 18일 : 장암 ~ 청산 도로 자금 나들목 의정부 → 양주 방향 램프(의정부시 자일동) 조기 개통[57], 장암 ~ 청산 도로 고읍 나들목 ~ 회암 나들목(양주시 고읍동 ~ 회암동) 4.1 km 구간 부분 개통[58]
- 2012년 2월 29일 : 진주시 국도대체우회도로의 유곡 ~ 정촌간 도로(진주시 내동면 독산리 ~ 정촌면 화개리) 3.4 km 구간 확장 개통[59]
- 2012년 4월 8일 : 장암 ~ 청산 도로 고읍 나들목(양주시 고읍동) 일부 램프 개통[60]
- 2012년 6월 29일 : 진주시 국도대체우회도로의 유곡 ~ 정촌간 도로(진주시 이현동 ~ 내동면 독산리) 3.3 km 구간 확장 개통[61]
- 2012년 9월 25일 : 김천시 국도대체우회도로의 농소 ~ 어모간 도로(김천시 남면 초곡리 ~ 개령면 서부리) 3.0 km 구간 확장 개통[62]
- 2012년 9월 28일 : 성남 ~ 장호원 도로 성남시 갈현동 ~ 광주시 직동 4.8 km 구간 임시 개통[63]
- 2012년 12월 26일 : 김천시 국도대체우회도로의 양천 ~ 월곡간 도로(김천시 양천동 ~ 농소면 월곡리) 5.42 km 구간 확장 개통[64]
- 2013년 4월 30일 : 성남 ~ 장호원 도로 광주시 장지동 ~ 초월읍 대쌍령리 5.7 km 구간 임시 개통[65]
- 2013년 12월 24일 : 김천시 국도대체우회도로의 농소 ~ 어모간 도로(김천시 농소면 월곡리 ~ 어모면 옥율리) 12.78 km 구간 확장 개통, 기존 김천시 양천동 ~ 어모면 옥율리 8.5 km 구간 폐지[66]
- 2013년 12월 27일 : 어모 ~ 상주간 도로(상주시 공성면 거창리 ~ 가장동) 15.76 km 구간 확장 개통, 기존 15.1 km 구간 폐지[67]
- 2013년 12월 31일 : 우수 교차로(진주시 명석면 우수리) 진주 방향 램프 개통[68]
- 2014년 1월 10일 : 장암 ~ 청산 도로 민락 나들목 ~ 자금 나들목(의정부시 자일동 ~ 민락동) 2.1 km 구간 서울방향 임시 개통[69]
- 2014년 9월 5일 : 장암 ~ 청산 도로 은현 나들목을 제외한 봉양 나들목 ~ 동두천 나들목(양주시 봉양동 ~ 동두천시 상패동) 6.2 km 구간 확장 개통[70]
- 2014년 12월 29일 : 함양 ~ 수동간 도로(산청군 오부면 양촌리 ~ 생초면 평촌리) 3.7 km 구간 확장 개통, 기존 산청군 오부면 양촌리 ~ 수동면 화산리 7.43 km 구간 폐지[71]
- 2014년 12월 30일 : 장암 ~ 청산 도로 장암 나들목 ~ 봉양 나들목(의정부시 장암동 ~ 양주시 봉양동) 20.7 km 구간 임시 개통[72]
- 2015년 2월 10일 : 진주시 국도대체우회도로의 집현 ~ 유곡간 도로(진주시 이현동 ~ 집현면 냉정리) 1.45 km 구간 확장 개통[73]
- 2015년 3월 25일 : 진산교 서쪽 진출로(거창군 마리면 영승리) 462m 구간 신설 개통[74]
- 2015년 4월 23일 : 성남 ~ 장호원 도로 성남시 하대원동 ~ 갈현동 1 km 구간과 광주시 직동 ~ 태전동 3.1 km 구간 임시 개통[75]
- 2015년 4월 29일 : 김천시 구성면 상원리 ~ 하강리 자동차 전용도로 구간을 김천시 구성면 하강리 접속구간을 제외해 9.3km로 축소[76]
- 2015년 8월 7일 : 장암 ~ 청산 도로 장암 나들목 ~ 자금 나들목(의정부시 장암동 ~ 자금동) 8.1 km 구간 임시 개통[77]
- 2015년 12월 21일 : 장암 ~ 청산 도로 봉양 교차로 일부 램프(양주시 봉양동) 구간 개통[78], 산청군 오부면 양촌리에 양촌 교차로 신설[79]
- 2015년 12월 29일 : 지례 ~ 양천간 도로(김천시 지례면 관덕리 ~ 양천동) 17.06 km 구간 확장 개통 및 기존 17.6 km 구간 폐지[80]
- 2016년 3월 15일 : 진주시 국도대체우회도로의 완공으로 기존 진주시내(진주시 정촌면 화개리 ~ 이현동) 10.64 km 구간 폐지[81]
- 2016년 4월 8일 : 진주시 국도대체우회도로 개통으로 진주시 시내 구간을 해제하고 국도대체우회도로 구간으로 노선 변경[82]
- 2016년 11월 11일 : 성남 ~ 장호원 도로 2공구 쌍동 나들목 ~ 초월 나들목(광주시 초월읍 대쌍령리 ~ 선동리) 2.8 km 구간 개통[83]
- 2017년 1월 25일 : 연천 ~ 신탄리간 도로(연천군 연천읍 동막리 ~ 신서면 도신리) 8.1 km 구간 개통[84], 성남 ~ 장호원 도로 5공구 백사 교차로 ~ 부발 교차로(이천시 백사면 모전리 ~ 부발읍 죽당리) 6.1 km 구간 개통[85]
- 2017년 5월 1일 : 연천 ~ 신탄리간 도로(연천군 신서면 도신리) 2.7 km 구간 개통[86]
- 2017년 8월 14일 : 연천 ~ 신탄리간 도로 개통으로 인해 기존 연천군 연천읍 동막리 ~ 신서면 도신리 9.0 km 구간 폐지[87]
- 2017년 9월 8일 : 성남 ~ 장호원 도로 1공구 여수 교차로 ~ 대원 교차로(성남시 중원구 여수동 ~ 도촌동) 2.8 km 구간 개통[88]
- 2017년 12월 31일 : 성남 ~ 장호원 도로 3 ~ 4공구 초월 나들목 ~ 백사 교차로(광주시 초월읍 선동리 ~ 이천시 백사면 모전리) 15.1 km 구간과 5공구 부발 교차로 ~ 응암 교차로(이천시 부발읍 죽당리 ~ 응암리) 6.4 km 구간 개통 및 기존 광주시 초월읍 대쌍령리 ~ 이천시 부발읍 죽당리 30 km 구간 폐지[89]
- 2018년 5월 23일 : 성남 ~ 장호원 도로 개통으로 인해 기존 성남시 중원구 성남동 ~ 갈현동 6.0 km 구간 폐지[90]
- 2018년 7월 5일 : 상패 ~ 청산 도로 동두천 나들목 ~ 소요산 나들목(동두천시 상패동 ~ 안흥동) 3.1 km 구간 개통[91]
- 2018년 11월 1일 : 장암고가교(의정부시 장암동 ~ 신곡동) 1.0 km 구간 동두천방향 개통[92]
- 2020년 1월 9일 : 남해군 삼동면 동천리 540m 구간 개량 개통[93], 기존 구간 폐지[94]
- 2020년 12월 21일 : 송정1, 물건3지구 위험도로(남해군 미조면 송정리) 250m 구간 개량 개통[95], 기존 300m 구간 폐지[96]
- 2022년 10월 13일 : 주상 ~ 한기리간 도로(거창군 주상면 성기리 ~ 김천시 대덕면 대리) 12.71 km 구간 일부 개통[97], 기존 15.7 km 구간 폐지[98]
- 2022년 12월 30일 : 한기리 ~ 교리간 도로(김천시 대덕면 화전리 ~ 지례면 관덕리) 총 5.2 km 구간 일부 개통, 기존 김천시 대덕면 관기리 1.1 km 구간 폐지[99]
- 2023년 5월 31일 : 동두천시 국도대체우회도로 안흥 ~ 청산간 도로(동두천시 안흥동 ~ 연천군 청산면 초성리) 6.75 km 구간 신설 개통, 기존 구간(의정부시 호원동 ~ 연천군 청산면 초성리) 31.9 km 구간 폐지[100][101]
- 2023년 6월 16일 : 주상 ~ 한기리간 도로 개통 (김천시 대덕면 화전리 ~  지례면 관덕리) 구간 3.6km 구간 개통으로 1.1km구간 폐지

## 주요 경유지

### 대한민국구간
경상남도
- 남해군 (미조면 · 삼동면 · 창선면) - 사천시 (늑도동 · 대방동 · 실안동 · 송포동 · 신벽동 · 녹룡동 · 용현면 · 사남면 · 사천읍 · 축동면) - 진주시 (정촌면 · 내동면 · 평거동 · 이현동 · 판문동 · 명석면) - 산청군 (신안면 · 산청읍 · 오부면 · 생초면) - 함양군 (수동면 · 안의면) - 거창군 (마리면 · 거창읍 · 주상면 · 웅양면)

경상북도
- 김천시 (대덕면 · 지례면 · 구성면 · 양천동 · 감천면 · 덕곡동 · 농소면 · 율곡동 · 남면 · 개령면 · 어모면) - 상주시 (공성면 · 청리면 · 양촌동 · 지천동 · 가장동 · 신봉동 · 만산동 · 죽정동 · 초산동 · 부원동 · 초산동 · 사벌국면 · 외서면 · 사벌국면 · 공검면 · 이안면 · 함창읍) - 문경시 모전동 - 상주시 함창읍 - 문경시 (공평동 · 유곡동 · 불정동 · 호계면 · 불정동 · 마성면 · 문경읍)

충청북도
- 괴산군 연풍면 - 충주시 (수안보면 · 살미면 · 풍동 · 가주동 · 용관동 · 용동동 · 대소원면 · 주덕읍 · 신니면) - 음성군 (생극면 · 감곡면)

경기도
- 이천시 (장호원읍 · 설성면) - 여주시 가남읍 - 이천시 (대월면 · 부발읍 · 대월면 · 부발읍 · 쌍령동 · 역동 · 장지동 · 관고동 · 사음동 · 신둔면) - 광주시 (곤지암읍 · 초월읍 · 쌍령동 · 역동 · 장지동 · 중대동 · 삼동) - 성남시 (중원구 (갈현동 · 촌동 · 하대원동 · 여수동 · 성남동) - 수정구 (수진동 · 태평동 · 복정동))

서울특별시
- 송파구 (장지동 · 문정동 · 가락동 · 송파동 · 신천동) - 잠실대교 - 광진구 (자양동 · 구의동 · 중곡동) - 중랑구 (면목동 · 상봉동 · 중화동 · 묵동) - 노원구 (공릉동 · 하계동 · 중계동 · 상계동)

경기도
- 의정부시 (장암동 · 신곡동 · 용현동 · 민락동 · 자일동) - 양주시 (광사동 · 고읍동 · 고암동 · 회암동 · 봉양동 · 은현면) - 동두천시 (상패동 · 안흥동 · 동두천동 · 상봉암동 · 하봉암동) - 연천군 (청산면 · 전곡읍 · 연천읍 · 신서면)

강원특별자치도
- 철원군 (철원읍 · 동송읍)

현재 대한민국에서 확인된 종점구간과 접근이 가능한 구간은 철원군 철원읍 홍원리 월정리역 까지이다.

### DMZ 이후(현조선민주주의인민공화국) 구간
강원도
- 평강군 평강읍 - 이천군 이천면

황해도
- 신계군 신계면 - 곡산군 곡산면

평안남도
- 양덕군 양덕읍 - 맹산군 맹산면 - 영원군 영원면

평안북도
- 희천군 희천읍 - 초산군 초산면

## 노선
- (■): 자동차 전용도로 구간

### 경상남도

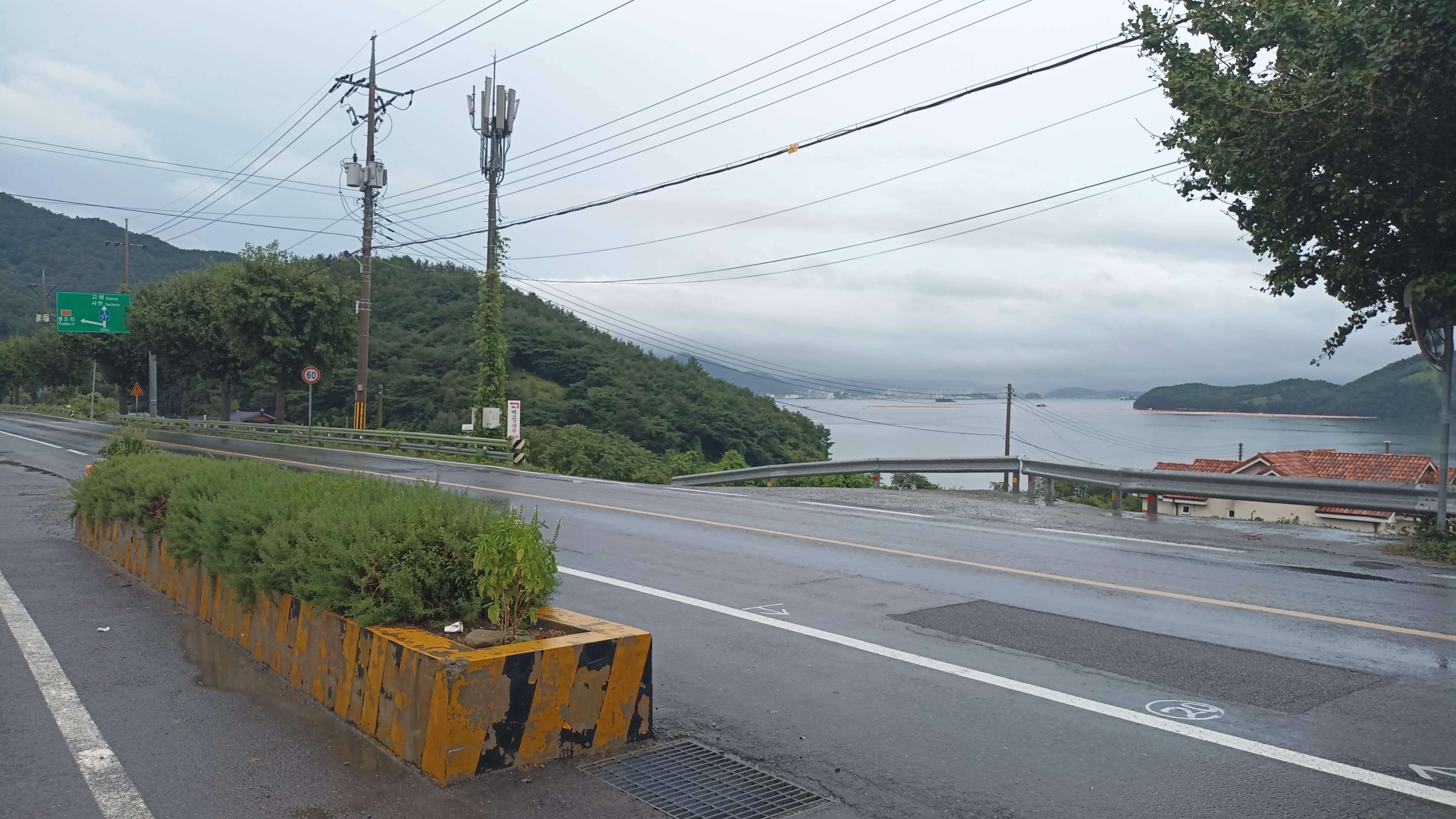
경상남도 남해군 창선면의 국도 제3호선과 멀리 보이는 삼천포

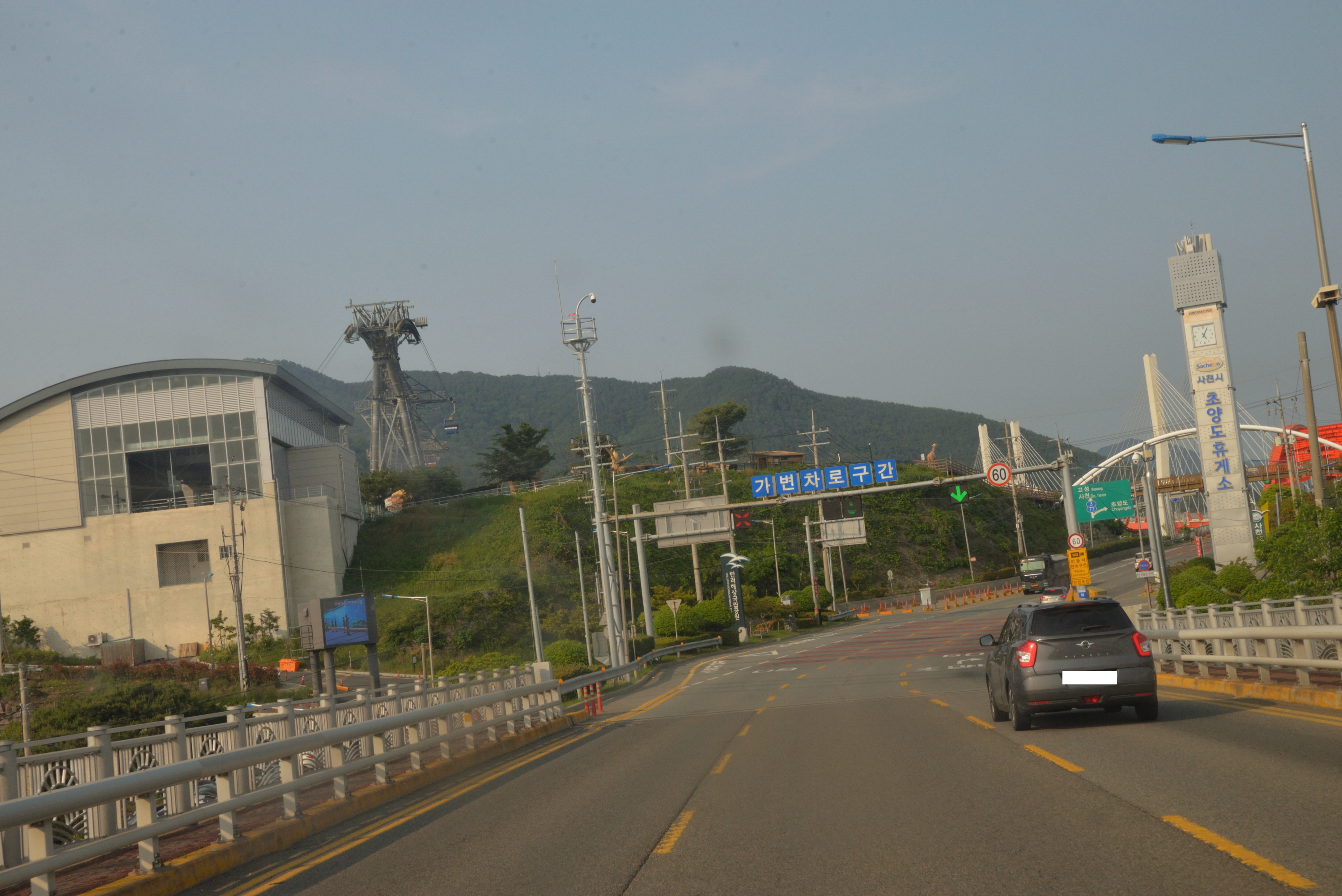
창선·삼천포대교 초양도 가변차로 구간

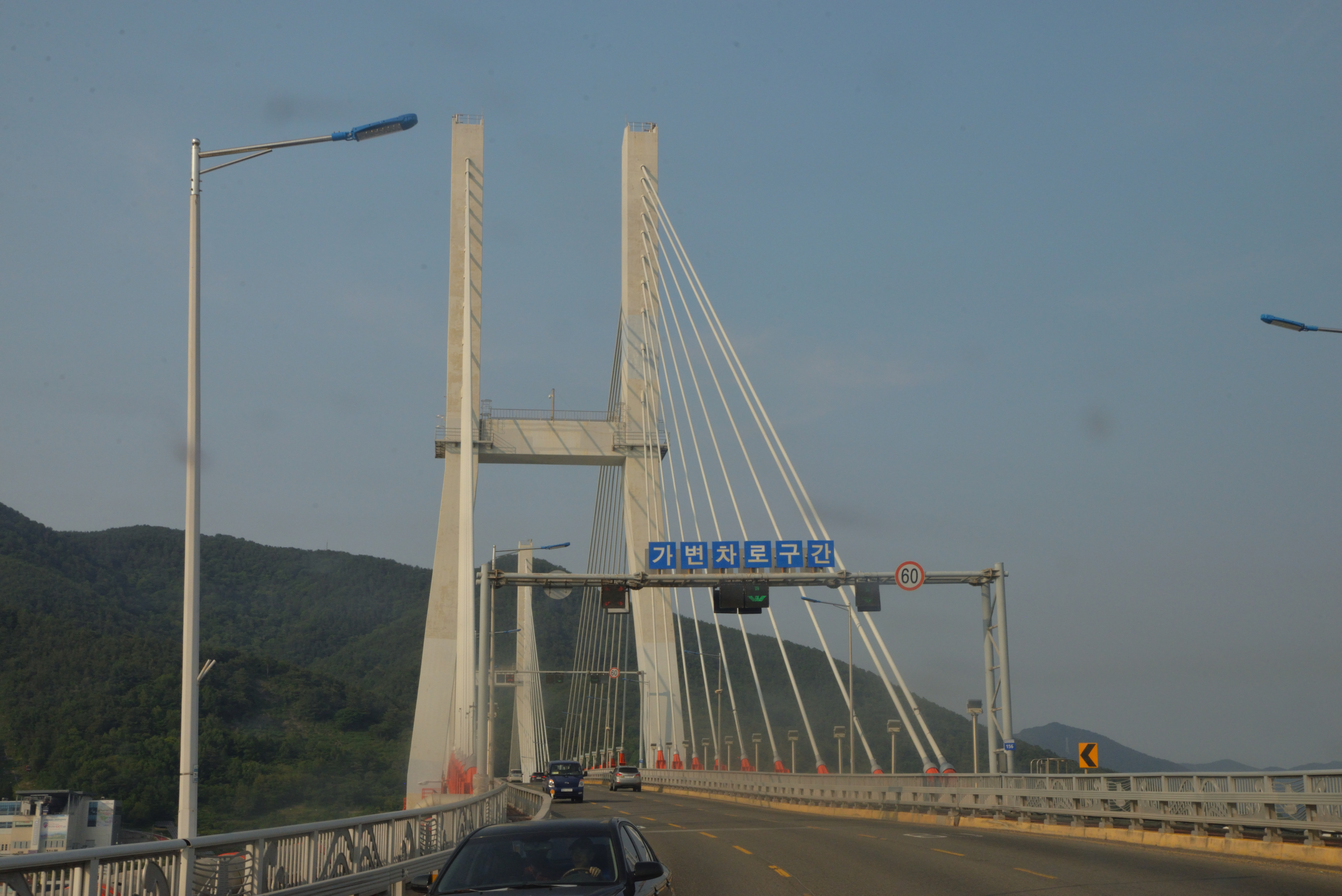
삼천포대교 가변차로 구간

| 이름                                                                                             | 접속 노선                                            | 소재지                                                                      | 소재지                                                                    | 비고                                                                         |
| ------------------------------------------------------------------------------------------------ | ---------------------------------------------------- | --------------------------------------------------------------------------- | ------------------------------------------------------------------------- | ---------------------------------------------------------------------------- |
| 초전삼거리                                                                                       | 국도 제19호선 국도 제77호선 (남해대로)               | 남해군                                                                      | 미조면                                                                    | 국도 제77호선과 중복                                                         |
| 가인포보건진료소                                                                                 |                                                      | 남해군                                                                      | 미조면                                                                    | 국도 제77호선과 중복                                                         |
| 물건리 (독일마을) 삼동초등학교 한려유스호스텔 경남해양과학고등학교 남수중학교 삼동면종합복지회관 |                                                      | 남해군                                                                      | 삼동면                                                                    | 국도 제77호선과 중복                                                         |
| 지족삼거리                                                                                       | 지방도 제1024호선 (삼이로)                           | 남해군                                                                      | 삼동면                                                                    | 국도 제77호선과 중복 지방도 제1024호선과 중복                                |
| 창선교                                                                                           |                                                      | 남해군                                                                      | 삼동면                                                                    | 국도 제77호선과 중복 지방도 제1024호선과 중복                                |
|                                                                                                  | 창선면                                               | 남해군                                                                      |                                                                           | 국도 제77호선과 중복 지방도 제1024호선과 중복                                |
| 지족삼거리                                                                                       | 지방도 제1024호선 (서부로)                           | 남해군                                                                      |                                                                           | 국도 제77호선과 중복 지방도 제1024호선과 중복                                |
| 당저교                                                                                           | 지방도 제1024호선 국도 제5호선 (흥선로) 창선로66번길 | 남해군                                                                      | 국도 제77호선과 중복                                                      |                                                                              |
| (이름 없음)                                                                                      | 율도로                                               | 남해군                                                                      | 국도 제77호선과 중복                                                      |                                                                              |
| 단항회전 교차로                                                                                  | 지방도 제1024호선 (서부로) 동부대로2964번길          | 남해군                                                                      | 국도 제77호선과 중복                                                      |                                                                              |
| 단항교                                                                                           |                                                      | 남해군                                                                      | 국도 제77호선과 중복                                                      |                                                                              |
| 창선대교                                                                                         |                                                      | 남해군                                                                      | 국도 제77호선과 중복                                                      |                                                                              |
|                                                                                                  | 사천시                                               | 동서동                                                                      | 국도 제77호선과 중복                                                      |                                                                              |
| 늑도                                                                                             | 사천시                                               | 동서동                                                                      | 국도 제77호선과 중복                                                      | 늑도길                                                                       |
| 늑도대교                                                                                         | 사천시                                               | 동서동                                                                      | 국도 제77호선과 중복                                                      |                                                                              |
| 초양도                                                                                           | 사천시                                               | 동서동                                                                      | 국도 제77호선과 중복                                                      | 초양길                                                                       |
| 초양대교                                                                                         | 사천시                                               | 동서동                                                                      | 국도 제77호선과 중복                                                      |                                                                              |
| 모개도                                                                                           | 사천시                                               | 동서동                                                                      | 국도 제77호선과 중복                                                      |                                                                              |
| 삼천포대교                                                                                       | 사천시                                               | 동서동                                                                      | 국도 제77호선과 중복                                                      |                                                                              |
| 대방 교차로                                                                                      | 사천시                                               | 동서동                                                                      | 국도 제77호선 국가지원지방도 제58호선 (각산로)                            | 국도 제77호선과 중복 국가지원지방도 제58호선과 중복 지방도 제1003호선과 중복 |
| 해안 교차로                                                                                      | 사천시                                               | 동서동                                                                      | 노을길                                                                    | 국가지원지방도 제58호선과 중복 지방도 제1003호선과 중복                      |
| 실안 교차로                                                                                      | 사천시                                               | 동서동                                                                      | 지방도 제1003호선 (해안관광로)                                            | 국가지원지방도 제58호선과 중복 지방도 제1003호선과 중복                      |
| 각산터널                                                                                         | 사천시                                               | 동서동                                                                      |                                                                           | 국가지원지방도 제58호선과 중복 연장 710m                                     |
| 각산터널                                                                                         | 사천시                                               | 남양동                                                                      |                                                                           | 국가지원지방도 제58호선과 중복 연장 710m                                     |
| 모충 교차로                                                                                      | 사천시                                               | 지방도 제1003호선 (해안관광로)                                              | 국가지원지방도 제58호선과 중복                                            |                                                                              |
| 송포1교                                                                                          | 사천시                                               |                                                                             | 국가지원지방도 제58호선과 중복                                            |                                                                              |
| 송포 교차로                                                                                      | 사천시                                               | 지방도 제1003호선 (삼천포대교로) 송포공단길                                 | 국가지원지방도 제58호선과 중복 지방도 제1003호선과 중복                   |                                                                              |
| 노례 교차로                                                                                      | 사천시                                               | 미룡길                                                                      | 국가지원지방도 제58호선과 중복 지방도 제1003호선과 중복                   |                                                                              |
| 주문 교차로                                                                                      | 사천시                                               | 국가지원지방도 제58호선 지방도 제1003호선 (사천대교로)                      | 국가지원지방도 제58호선과 중복 지방도 제1003호선과 중복                   | 용현면                                                                       |
| 금문 교차로                                                                                      | 사천시                                               | 시청로 금문길 부곡3길                                                       |                                                                           | 용현면                                                                       |
| 사천상공회의소                                                                                   | 사천시                                               |                                                                             |                                                                           | 용현면                                                                       |
| 송지 교차로                                                                                      | 사천시                                               | 장송1길 장송2길                                                             |                                                                           | 용현면                                                                       |
| 온정 교차로                                                                                      | 사천시                                               | 온정1길 온정2길                                                             |                                                                           | 용현면                                                                       |
| 선진2 교차로 (신기IC교)                                                                          | 사천시                                               | 선진공원길                                                                  |                                                                           | 용현면                                                                       |
| 선진1 교차로                                                                                     | 사천시                                               | 석거리길 선진길                                                             |                                                                           | 용현면                                                                       |
| 죽천교                                                                                           | 사천시                                               |                                                                             |                                                                           | 용현면                                                                       |
|                                                                                                  | 사천시                                               | 사남면                                                                      |                                                                           |                                                                              |
| 초전 교차로                                                                                      | 사천시                                               | 지방도 제1001호선 (사남로) (공단3로)                                        |                                                                           |                                                                              |
| 월성 교차로                                                                                      | 사천시                                               | 공단2로                                                                     |                                                                           |                                                                              |
| 유천 교차로                                                                                      | 사천시                                               | 공단1로                                                                     |                                                                           |                                                                              |
| 사주 교차로                                                                                      | 사천시                                               | 진삼로 유천길                                                               | 사천읍                                                                    |                                                                              |
| 사천2교                                                                                          | 사천시                                               |                                                                             | 사천읍                                                                    |                                                                              |
| 수석5리사거리                                                                                    | 사천시                                               | 옥산로 항공로                                                               | 사천읍                                                                    |                                                                              |
| 수석삼거리                                                                                       | 사천시                                               | 국가지원지방도 제30호선 지방도 제1002호선 (사천읍성로)                      | 사천읍                                                                    |                                                                              |
| 수석사거리                                                                                       | 사천시                                               | 진삼로 간산2길                                                              | 사천읍                                                                    |                                                                              |
| 공항삼거리 (사천공항)                                                                            | 사천시                                               |                                                                             | 사천읍                                                                    |                                                                              |
| 사천역 (폐역)                                                                                    | 사천시                                               |                                                                             | 사천읍                                                                    |                                                                              |
| 배춘삼거리                                                                                       | 사천시                                               | 국도 제33호선 (상정대로)                                                    | 사천읍                                                                    | 국도 제33호선과 중복                                                         |
| 수석교                                                                                           | 사천시                                               |                                                                             | 사천읍                                                                    | 국도 제33호선과 중복                                                         |
|                                                                                                  | 사천시                                               | 축동면                                                                      |                                                                           | 국도 제33호선과 중복                                                         |
| (이름 없음)                                                                                      | 사천시                                               | 서삼로                                                                      | 국도 제33호선과 중복 상행 배춘삼거리 통해 진출 하행 운계 교차로 통해 진출 |                                                                              |
| 운계 교차로                                                                                      | 사천시                                               | 지방도 제1002호선 (운계길)                                                  | 국도 제33호선과 중복 지방도 제1002호선과 중복                             |                                                                              |
| 사천IC사거리                                                                                     | 사천시                                               | 지방도 제1002호선 (서삼로)                                                  | 국도 제33호선과 중복 지방도 제1002호선과 중복                             |                                                                              |
| 사천IC 교차로 (사천 나들목)                                                                      | 사천시                                               | 10호선 남해고속도로                                                         | 국도 제33호선과 중복                                                      |                                                                              |
| 예하 교차로                                                                                      | 강주길                                               | 진주시                                                                      | 국도 제33호선과 중복                                                      | 정촌면                                                                       |
| 예하1육교                                                                                        | 대죽길                                               | 진주시                                                                      | 국도 제33호선과 중복                                                      | 정촌면                                                                       |
| 정촌 교차로                                                                                      | 정촌로                                               | 진주시                                                                      | 국도 제33호선과 중복                                                      | 정촌면                                                                       |
| 화개 교차로                                                                                      | 국도 제2호선 (정촌우회로) 진주대로                   | 진주시                                                                      | 국도 제2, 33호선과 중복                                                   | 정촌면                                                                       |
| 내동 교차로                                                                                      | 국도 제2호선 (경서대로)                              | 진주시                                                                      | 국도 제2, 33호선과 중복                                                   | 내동면                                                                       |
| (남강대교 남단)                                                                                  | 망경로                                               | 진주시                                                                      | 남강대교 고가 국도 제33호선과 중복                                        | 내동면                                                                       |
| 남강대교 (희망교)                                                                                |                                                      | 진주시                                                                      | 남강대교 고가 국도 제33호선과 중복                                        | 내동면                                                                       |
|                                                                                                  | 평거동                                               | 진주시                                                                      | 남강대교 고가 국도 제33호선과 중복                                        |                                                                              |
| 희망교 교차로                                                                                    | 남강로                                               | 진주시                                                                      | 남강대교 고가 국도 제33호선과 중복                                        |                                                                              |
| (이름 없음)                                                                                      | 평거로 새평거로                                      | 진주시                                                                      | 국도 제33호선과 중복                                                      |                                                                              |
| 10호광장 교차로                                                                                  | 진양호로 순환로                                      | 진주시                                                                      | 국도 제33호선과 중복                                                      |                                                                              |
| 대사 교차로                                                                                      | 서장대로 순환로676번길                               | 진주시                                                                      | 국도 제33호선과 중복                                                      | 이현동                                                                       |
| 나불천교                                                                                         |                                                      | 진주시                                                                      | 국도 제33호선과 중복                                                      | 이현동                                                                       |
| 명석 교차로                                                                                      | 국도 제33호선 (순환로) 진주대로                      | 진주시                                                                      | 국도 제33호선과 중복                                                      | 이현동                                                                       |
| 명석터널                                                                                         |                                                      | 진주시                                                                      | 연장 345m                                                                 | 이현동                                                                       |
| 명석터널                                                                                         | 명석면                                               | 진주시                                                                      | 연장 345m                                                                 |                                                                              |
| 우수 교차로                                                                                      | 나불로 판문로                                        | 진주시                                                                      |                                                                           |                                                                              |
| 대평진입로                                                                                       | 대평로                                               | 진주시                                                                      |                                                                           |                                                                              |
| 외율 교차로                                                                                      | 지방도 제1049호선 (성철로) 외율길                    | 진주시                                                                      |                                                                           |                                                                              |
| 도내고개                                                                                         |                                                      | 진주시                                                                      |                                                                           |                                                                              |
|                                                                                                  | 산청군                                               | 신안면                                                                      |                                                                           |                                                                              |
| 토현교                                                                                           | 산청군                                               | 신안면                                                                      |                                                                           |                                                                              |
| 하정 교차로                                                                                      | 산청군                                               | 신안면                                                                      | 국도 제20호선 (지리산대로)                                                |                                                                              |
| 하정육교                                                                                         | 산청군                                               | 신안면                                                                      |                                                                           |                                                                              |
| 산성2교                                                                                          | 산청군                                               | 신안면                                                                      | 중촌갈전로                                                                |                                                                              |
| 6.25참전기념비                                                                                   | 산청군                                               | 신안면                                                                      |                                                                           |                                                                              |
| 심거교                                                                                           | 산청군                                               | 신안면                                                                      | 호암로 산청대로1212번길                                                   |                                                                              |
| 심거교                                                                                           | 산청군                                               | 산청읍                                                                      | 호암로 산청대로1212번길                                                   |                                                                              |
| 외정 교차로                                                                                      | 산청군                                               | 국가지원지방도 제60호선 (정곡척지로)                                        | 국가지원지방도 제60호선과 중복                                            |                                                                              |
| 외정교                                                                                           | 산청군                                               | 물안실로                                                                    | 국가지원지방도 제60호선과 중복                                            |                                                                              |
| 쌀고개                                                                                           | 산청군                                               | 친환경로2720번길                                                            | 상행 산청 교차로 이용                                                     |                                                                              |
| 산청 교차로                                                                                      | 산청군                                               | 국도 제59호선 국가지원지방도 제60호선 (친환경로) 지방도 제1026호선 (산수로) |                                                                           |                                                                              |
| 희티고개                                                                                         | 산청군                                               |                                                                             |                                                                           |                                                                              |
|                                                                                                  | 산청군                                               | 오부면                                                                      |                                                                           |                                                                              |
| 양촌 교차로                                                                                      | 산청군                                               | 지방도 제1026호선 (오동로)                                                  |                                                                           |                                                                              |
| 오부 교차로                                                                                      | 산청군                                               | 산수로                                                                      | 생초면                                                                    |                                                                              |
| 신연터널                                                                                         | 산청군                                               |                                                                             | 생초면                                                                    | 연장 320m                                                                    |
| 생림교                                                                                           | 산청군                                               |                                                                             | 생초면                                                                    |                                                                              |
| 생초 교차로                                                                                      | 산청군                                               | 산수로                                                                      | 생초면                                                                    | 상행 진출만 가능                                                             |
| 생초교                                                                                           | 산청군                                               |                                                                             | 생초면                                                                    |                                                                              |
| 고읍 교차로                                                                                      | 산청군                                               | 지방도 제1034호선 (경호로)                                                  | 생초면                                                                    | 지방도 제1034호선과 중복                                                     |
| 고읍교                                                                                           | 산청군                                               |                                                                             | 생초면                                                                    | 지방도 제1034호선과 중복                                                     |
| 생초터널                                                                                         | 산청군                                               |                                                                             | 생초면                                                                    | 지방도 제1034호선과 중복 연장 906m                                           |
| 생초터널                                                                                         |                                                      | 함양군                                                                      | 수동면                                                                    | 지방도 제1034호선과 중복 연장 906m                                           |
| 본통교                                                                                           |                                                      | 함양군                                                                      | 수동면                                                                    | 지방도 제1034호선과 중복                                                     |
| 강정 교차로                                                                                      | 산수로                                               | 함양군                                                                      | 수동면                                                                    | 지방도 제1034호선과 중복 상행 진출 불가 하행 진입 불가                       |
| 본통 교차로                                                                                      | 지방도 제1034호선 (천왕봉로)                         | 함양군                                                                      | 수동면                                                                    | 지방도 제1034호선과 중복                                                     |
| 대동 교차로                                                                                      | 수동1길                                              | 함양군                                                                      | 수동면                                                                    | 상행 진입 불가 하행 진출 불가                                                |
| 화산1교 화산2교 수동교                                                                           |                                                      | 함양군                                                                      | 수동면                                                                    |                                                                              |
| 수동 교차로                                                                                      | 수동1길                                              | 함양군                                                                      | 수동면                                                                    | 상행 진출 불가 하행 진입 불가                                                |
| 원평사거리                                                                                       | 공배길 산업단지길                                    | 함양군                                                                      | 수동면                                                                    |                                                                              |
| 남계삼거리                                                                                       | 수동2길                                              | 함양군                                                                      | 수동면                                                                    |                                                                              |
| 구라사거리                                                                                       | 지곡창촌길                                           | 함양군                                                                      | 수동면                                                                    |                                                                              |
| 동구삼거리                                                                                       | 구라동구길                                           | 함양군                                                                      | 수동면                                                                    |                                                                              |
| 남효삼거리                                                                                       | 남효중방로                                           | 함양군                                                                      | 수동면                                                                    |                                                                              |
| 내백 교차로                                                                                      | 수안길                                               | 함양군                                                                      | 수동면                                                                    | 상행 진입 불가 하행 진출 불가                                                |
| 상백 교차로                                                                                      | 수안길                                               | 함양군                                                                      | 안의면                                                                    | 상행 진출 불가 하행 진입 불가                                                |
| 안의 교차로                                                                                      | 국도 제24호선 (함양로)                               | 함양군                                                                      | 안의면                                                                    | 국도 제24호선과 중복                                                         |
| 석천 교차로                                                                                      | 황마로                                               | 함양군                                                                      | 안의면                                                                    | 국도 제24호선과 중복                                                         |
| 금천 교차로                                                                                      | 광풍로 안의도장골길                                  | 함양군                                                                      | 안의면                                                                    | 국도 제24호선과 중복                                                         |
| 교북 교차로                                                                                      | 국도 제26호선 (육십령로)                             | 함양군                                                                      | 안의면                                                                    | 국도 제24, 26호선과 중복                                                     |
| 용추 교차로                                                                                      | 용추계곡로                                           | 함양군                                                                      | 안의면                                                                    | 국도 제24, 26호선과 중복                                                     |
| 삼산 교차로                                                                                      | 거안로                                               | 함양군                                                                      | 안의면                                                                    | 국도 제24, 26호선과 중복                                                     |
| 바래기재                                                                                         |                                                      | 함양군                                                                      | 안의면                                                                    | 국도 제24, 26호선과 중복                                                     |
|                                                                                                  | 거창군                                               | 마리면                                                                      |                                                                           | 국도 제24, 26호선과 중복                                                     |
| 삼거리 교차로                                                                                    | 거창군                                               | 마리면                                                                      | 거안로                                                                    | 국도 제24, 26호선과 중복                                                     |
| 지동 교차로                                                                                      | 거창군                                               | 마리면                                                                      | 국도 제37호선 (거안로)                                                    | 국도 제24, 26호선과 중복                                                     |
| 말흘 교차로                                                                                      | 거창군                                               | 마리면                                                                      | 거안로                                                                    | 국도 제24, 26호선과 중복 상행 진출 불가 하행 진입 불가                       |
| 장백터널                                                                                         | 거창군                                               | 마리면                                                                      |                                                                           | 국도 제24, 26호선과 중복 연장 639m                                           |
| 장백터널                                                                                         | 거창군                                               | 거창읍                                                                      |                                                                           | 국도 제24, 26호선과 중복 연장 639m                                           |
| 거열터널                                                                                         | 거창군                                               |                                                                             | 국도 제24, 26호선과 중복 연장 544m                                        |                                                                              |
| 송정 교차로                                                                                      | 거창군                                               | 국도 제24호선 국도 제26호선 (거함대로) 거안로                               | 국도 제24, 26호선과 중복                                                  |                                                                              |
| 송정교                                                                                           | 거창군                                               |                                                                             |                                                                           |                                                                              |
| 가지 교차로                                                                                      | 거창군                                               | 거열로4길                                                                   |                                                                           |                                                                              |
| 죽동 교차로                                                                                      | 거창군                                               | 동변길 지내2길                                                              |                                                                           |                                                                              |
| 주상터널                                                                                         | 거창군                                               |                                                                             | 연장 565m                                                                 |                                                                              |
| 주상터널                                                                                         | 거창군                                               | 주상면                                                                      | 연장 565m                                                                 |                                                                              |
| 도평 교차로                                                                                      | 거창군                                               | 지방도 제1089호선 (주곡로)                                                  | 상행 진입 불가 하행 진출 불가                                             |                                                                              |
| 주상 교차로                                                                                      | 거창군                                               | 당대고개길                                                                  | 상행 진출 불가 하행 진입 불가                                             |                                                                              |
| 새터 교차로                                                                                      | 거창군                                               | 신촌길 미기들길                                                             | 웅양면                                                                    |                                                                              |
| 성기 교차로                                                                                      | 거창군                                               | 웅양로 원성기1길                                                            | 웅양면                                                                    |                                                                              |
| 성기교                                                                                           | 거창군                                               |                                                                             | 웅양면                                                                    |                                                                              |
| 성북 교차로                                                                                      | 거창군                                               | 성북1길                                                                     | 웅양면                                                                    |                                                                              |
| 웅양 교차로                                                                                      | 거창군                                               | 동호1길                                                                     | 웅양면                                                                    |                                                                              |
| 산포2교                                                                                          | 거창군                                               |                                                                             | 웅양면                                                                    |                                                                              |
| 산포 교차로                                                                                      | 거창군                                               | 산포우량길                                                                  | 웅양면                                                                    |                                                                              |
| (졸음쉼터)                                                                                       | 거창군                                               |                                                                             | 웅양면                                                                    | 상행 전용                                                                    |
| 강천2교                                                                                          | 거창군                                               |                                                                             | 웅양면                                                                    |                                                                              |
| 금광 교차로                                                                                      | 거창군                                               | 금광길                                                                      | 웅양면                                                                    |                                                                              |
| 우두령 교차로                                                                                    | 거창군                                               | 지방도 제1099호선 (우두령로)                                                | 웅양면                                                                    |                                                                              |
| 우두령터널                                                                                       | 거창군                                               |                                                                             | 웅양면                                                                    | 연장 210m                                                                    |

- 기존 구간 (2016년 이전 노선)
  - 진주시 화개 교차로 - 개양육교 - 가좌삼거리 - 경상대학교삼거리 - 개양오거리 - 연암공업대학 - MBC경남 진주본부 - 망성 교차로 - 한국방송통신대학교 경남지역대학 - 구 진주역사거리 - 진주남중학교 - 강남동사거리 - 통계청사거리 - 진주교 교차로 - 진주교 - 진주교사거리 - 중앙광장 교차로 - 갤러리아백화점 진주점 - 평안광장 교차로 - 전화국사거리 - 봉곡광장 교차로 - 봉안동사거리 - 오죽광장 교차로 - 유현 교차로 - 이현교삼거리 - 명석 교차로

### 경상북도
| 이름                                   | 접속 노선                               | 소재지 | 소재지                          | 비고                                   |
| -------------------------------------- | --------------------------------------- | ------ | ------------------------------- | -------------------------------------- |
| 우두령터널                             |                                         | 김천시 | 대덕면                          | 연장 210m                              |
| 대동 교차로                            | 지방도 제1099호선 (우두령로) 남김천대로 | 김천시 | 대덕면                          |                                        |
| 세목천교 대덕1교 대덕2교 대덕3교       |                                         | 김천시 | 대덕면                          |                                        |
| 외산 교차로                            | 지방도 제1099호선 (남김천대로)          | 김천시 | 대덕면                          |                                        |
| 대덕4교                                |                                         | 김천시 | 대덕면                          |                                        |
| 화전 교차로                            | 남김천대로                              | 김천시 | 대덕면                          |                                        |
| 관기 교차로                            | 국도 제30호선 (대덕로)                  | 김천시 | 대덕면                          | 국도 제30호선과 중복                   |
| 대덕 교차로                            | 국도 제30호선 (증산로) 남김천대로       | 김천시 | 대덕면                          | 국도 제30호선과 중복 대덕삼거리와 연결 |
| 중산교                                 |                                         | 김천시 | 대덕면                          |                                        |
| 여배 교차로                            | 지방도 제903호선 (증산1로)              | 김천시 | 지례면                          | 지방도 제903호선과 중복                |
| 신평 교차로                            | 지방도 제903호선 (남김천대로) 관덕길    | 김천시 | 지례면                          | 지방도 제903호선과 중복                |
| 신평1교 신평2교 지례1교 지례2교        |                                         | 김천시 | 지례면                          |                                        |
| 상부 교차로                            | 남김천대로                              | 김천시 | 지례면                          | 상행 진출 불가 하행 진입 불가          |
| 지례1 교차로                           | 장터1길                                 | 김천시 | 지례면                          |                                        |
| 지례2 교차로                           | 지례로 향교길                           | 김천시 | 지례면                          |                                        |
| 지례3 교차로                           | 남김천대로 장터길                       | 김천시 | 지례면                          |                                        |
| 교리 교차로                            | 지방도 제901호선 (남김천대로)           | 김천시 | 지례면                          |                                        |
| 무릉1교 방산교                         |                                         | 김천시 | 구성면                          |                                        |
| 구미 교차로                            | 남김천대로 미평1길                      | 김천시 | 구성면                          |                                        |
| 미평1 교차로                           | 미평2길                                 | 김천시 | 구성면                          |                                        |
| 미평2 교차로                           | 남김천대로                              | 김천시 | 구성면                          |                                        |
| 구성교                                 |                                         | 김천시 | 구성면                          |                                        |
| 운동 교차로 (운동1교)                  | 미평3길                                 | 김천시 | 구성면                          | 상행 진출 불가 하행 진입 불가          |
| 미평터널                               |                                         | 김천시 | 구성면                          | 연장 405m                              |
| 광평교                                 |                                         | 김천시 | 구성면                          |                                        |
| 송죽 교차로                            | 남김천대로                              | 김천시 | 구성면                          |                                        |
| 송죽터널                               |                                         | 김천시 | 구성면                          | 연장 266m                              |
| 송죽교                                 |                                         | 김천시 | 구성면                          |                                        |
| 과곡 교차로                            | 남김천대로 광명길 광명1길               | 김천시 | 구성면                          |                                        |
| 대방터널                               |                                         | 김천시 | 구성면                          | 연장 207m                              |
| 하강1교                                |                                         | 김천시 | 구성면                          |                                        |
| 하강 교차로                            | 남김천대로 하강길                       | 김천시 | 구성면                          |                                        |
| 하강2교                                |                                         | 김천시 | 구성면                          |                                        |
| 양하 교차로                            | 남김천대로                              | 김천시 | 양금동                          |                                        |
| 김천중앙고등학교                       |                                         | 김천시 | 양금동                          |                                        |
| (조마교 북단)                          | 지방도 제903호선 (조마로)               | 김천시 | 양금동                          |                                        |
| 양천 교차로                            | 양금로                                  | 김천시 | 양금동                          |                                        |
| 양감교                                 |                                         | 김천시 | 양금동                          |                                        |
|                                        | 감천면                                  | 김천시 |                                 |                                        |
| 감천 교차로                            | 국도 제59호선 (금감로)                  | 김천시 |                                 |                                        |
| 감천터널                               |                                         | 김천시 | 연장 895m                       |                                        |
| 감천터널                               | 지좌동                                  | 김천시 | 연장 895m                       |                                        |
| 덕곡1교                                |                                         | 김천시 |                                 |                                        |
| 덕곡차도터널                           |                                         | 김천시 | 연장 약 65m                     |                                        |
| 덕곡차도터널                           | 농소면                                  | 김천시 | 연장 약 65m                     |                                        |
| 덕곡2교                                |                                         | 김천시 |                                 |                                        |
| 농소 교차로 (농소IC고가)               | 국도 제4호선 (영남대로)                 | 김천시 | 국도 제4호선과 중복             |                                        |
| 월곡2 교차로 (월곡교)                  | 용시길                                  | 김천시 | 국도 제4호선과 중복             |                                        |
| 율곡천1교                              |                                         | 김천시 | 국도 제4호선과 중복             |                                        |
|                                        | 율곡동                                  | 김천시 | 국도 제4호선과 중복             |                                        |
| 혁신지하차도1                          |                                         | 김천시 | 국도 제4호선과 중복             |                                        |
| 혁신도시 교차로 (혁신지하차도2)        | 운남로                                  | 김천시 | 국도 제4호선과 중복             |                                        |
| 동김천 나들목 (동김천IC 교차로)        | 1호선 경부고속도로                      | 김천시 | 국도 제4호선과 중복             | 남면                                   |
| 서부 교차로                            | 국도 제59호선 (환경로) (김선로)         | 김천시 | 국도 제4호선과 중복             | 개령면                                 |
| 덕촌 교차로                            | 지방도 제913호선 (감문로)               | 김천시 | 국도 제4호선과 중복             | 개령면                                 |
| 덕촌 교차로                            | 지방도 제913호선 (감문로)               | 김천시 | 국도 제4호선과 중복             | 어모면                                 |
| 어모 교차로                            | 시청로                                  | 김천시 | 국도 제4호선과 중복             |                                        |
| 옥율 교차로                            | 국도 제4호선 (김천순환로) 어모로        | 김천시 |                                 |                                        |
| 도암 교차로                            | 도암길                                  | 김천시 |                                 |                                        |
| 구례 교차로                            | 어모로 작점로                           | 김천시 |                                 |                                        |
| 유점 교차로                            | 어모로                                  | 김천시 |                                 |                                        |
| 거창 교차로                            | 남상주로                                | 상주시 | 공성면                          | 상행 진입 불가 하행 진출 불가          |
| 공성 교차로                            | 국가지원지방도 제68호선 (웅산로)        | 상주시 | 공성면                          |                                        |
| 공성교                                 |                                         | 상주시 | 공성면                          |                                        |
| 초오 교차로                            | 남상주로                                | 상주시 | 공성면                          | 상행 진출 불가 하행 진입 불가          |
| 청리 교차로                            | 지방도 제912호선 (마공공단로)           | 상주시 | 공성면                          | 상행 진입 불가 하행 진출 불가          |
| 청리 교차로                            | 지방도 제912호선 (마공공단로)           | 상주시 | 청리면                          | 상행 진입 불가 하행 진출 불가          |
| (이름 미상)                            | 마공공단로                              | 상주시 |                                 |                                        |
| 청리교                                 |                                         | 상주시 |                                 |                                        |
| 청리터널                               |                                         | 상주시 | 연장 960m                       |                                        |
| 양촌 교차로                            | 남상주로                                | 상주시 | 신흥동                          |                                        |
| 양촌교                                 |                                         | 상주시 | 신흥동                          |                                        |
| 남상주 나들목                          | 30호선 서산영덕고속도로                 | 상주시 | 신흥동                          |                                        |
| 소천2교                                |                                         | 상주시 | 신흥동                          |                                        |
| 경북대학교 상주캠퍼스                  |                                         | 상주시 | 신흥동                          |                                        |
| (이름 없음)                            | 상산로                                  | 상주시 | 신흥동                          |                                        |
| 청구타운앞                             | 지방도 제997호선 (석단로)               | 상주시 | 남원동                          |                                        |
| 낙양사거리                             | 중앙로                                  | 상주시 | 북문동                          |                                        |
| 상주종합버스터미널                     | 삼백로                                  | 상주시 | 북문동                          |                                        |
| 북천교 교차로                          | 국도 제25호선 (영남제일로)              | 상주시 | 북문동                          | 국도 제25호선과 중복                   |
| 북천교                                 |                                         | 상주시 | 북문동                          | 국도 제25호선과 중복                   |
| 북천교북측삼거리 (상주 임란북천전적지) | 북천로                                  | 상주시 | 북문동                          | 국도 제25호선과 중복                   |
| 이마트 상주점 상주세무서               |                                         | 상주시 | 북문동                          | 국도 제25호선과 중복                   |
| 만산사거리                             | 만산7길                                 | 상주시 | 북문동                          | 국도 제25호선과 중복                   |
| 만산삼거리                             | 북상주로                                | 상주시 | 북문동                          | 국도 제25호선과 중복                   |
| 죽전 교차로                            | 북상주로                                | 상주시 | 북문동                          | 국도 제25호선과 중복                   |
| 초산육교                               | 국도 제25호선 (낙동대로)                | 상주시 | 북문동                          | 국도 제25호선과 중복                   |
| 부원 교차로                            | 북상주로                                | 상주시 | 북문동                          |                                        |
| 세천교                                 |                                         | 상주시 | 북문동                          |                                        |
|                                        | 사벌국면                                | 상주시 |                                 |                                        |
| 원흥 교차로                            | 북상주로 원흥4길                        | 상주시 |                                 |                                        |
| 원흥 교차로                            | 북상주로 원흥4길                        | 상주시 | 외서면                          |                                        |
| 백원 교차로                            | 북상주로                                | 상주시 |                                 |                                        |
| 연봉 교차로                            | 북상주로 연봉2길                        | 상주시 |                                 |                                        |
| 공검 교차로                            | 북상주로                                | 상주시 | 상행 진입 불가 하행 진출 불가   |                                        |
| 동천교                                 |                                         | 상주시 |                                 |                                        |
| 화동교                                 |                                         | 상주시 | 공검면                          |                                        |
| 화동 교차로                            | 북상주로                                | 상주시 | 공검면                          | 상행 진출 불가 하행 진입 불가          |
| 북상주 나들목 (역곡 교차로)            | 45호선 중부내륙고속도로                 | 상주시 | 공검면                          |                                        |
| 이안 교차로                            | 함창로                                  | 상주시 | 이안면                          |                                        |
| 신흥 교차로                            | 용곡로                                  | 상주시 | 함창읍                          |                                        |
| 이안교                                 |                                         | 상주시 | 함창읍                          |                                        |
| 태봉 교차로                            | 어풍로                                  | 상주시 | 함창읍                          |                                        |
| 오동 교차로                            | 경상대로                                | 상주시 | 함창읍                          | 상행 진입 불가 하행 진출 불가          |
| 사이매 교차로                          | 함창로                                  | 상주시 | 함창읍                          | 상행 진입 불가 하행 진출 불가          |
| 대조 교차로                            | 국가지원지방도 제32호선 (당교로)        | 상주시 | 함창읍                          |                                        |
| 점촌함창 나들목 (나한 교차로)          | 45호선 중부내륙고속도로                 | 상주시 | 함창읍                          |                                        |
| 공평 교차로                            | 진곡길                                  | 문경시 | 점촌동                          |                                        |
| 유곡 교차로                            | 유곡불정로                              | 문경시 | 점촌동                          |                                        |
| 불정1교                                |                                         | 문경시 | 점촌동                          |                                        |
|                                        | 호계면                                  | 문경시 |                                 |                                        |
| 불정1교 북단                           | 국도 제34호선 (상무로)                  | 문경시 | 국도 제34호선과 중복            |                                        |
| 견탄사거리                             | 태봉1길                                 | 문경시 | 국도 제34호선과 중복            |                                        |
| 불정2교                                |                                         | 문경시 | 국도 제34호선과 중복            |                                        |
|                                        | 점촌동                                  | 문경시 | 국도 제34호선과 중복            |                                        |
| 불정3교 진남1교 진남2교 진남3교        |                                         | 문경시 | 국도 제34호선과 중복            | 마성면                                 |
| 신현삼거리                             | 구랑로                                  | 문경시 | 국도 제34호선과 중복            | 마성면                                 |
| 소야교                                 |                                         | 문경시 | 국도 제34호선과 중복            | 마성면                                 |
| 모곡 교차로                            | 지방도 제901호선 (새재로)               | 문경시 | 국도 제34호선과 중복            | 마성면                                 |
| 문경새재 나들목 (남호 교차로)          | 45호선 중부내륙고속도로 봉명길          | 문경시 | 국도 제34호선과 중복            | 마성면                                 |
| 진안육교                               | 새재로                                  | 문경시 | 국도 제34호선과 중복            | 문경읍                                 |
| 각서 교차로                            | 이화령로                                | 문경시 | 국도 제34호선과 중복            | 문경읍                                 |
| 이화령터널                             |                                         | 문경시 | 국도 제34호선과 중복 연장 1600m | 문경읍                                 |

- 2013년 이설 이전 구간
  - 김천시 양천 교차로 - 삼각로터리 - 성남교 하단 - 김천공용버스터미널 - 김천여자중학교 - 직지교사거리 - 직지사교 - 강변조각공원 - 이마트 김천점 - 시청입구 교차로 - 공단삼거리 - 남산 교차로 - 어모 교차로
- 2015년 이설 이전 구간
  - 김천시 신평 교차로 - 신평교 - 신지례교 - 상부삼거리 - 상부정류소 - 지례119안전센터 - 김천상업고등학교, 지례중학교 - 무릉교 - (무릉동) - 구미교 - 구성파출소 - 하원교 - 김천구성우체국 - 구성면보건지소 - 지례중학교 구성분교 - 베네치아컨트리클럽 - 괴곡재 - 하강교 - 양하 교차로

### 충청북도
| 이름                        | 접속 노선                                                                 | 소재지 | 소재지                                                                                | 비고                                                       |
| --------------------------- | ------------------------------------------------------------------------- | ------ | ------------------------------------------------------------------------------------- | ---------------------------------------------------------- |
| 이화령터널                  |                                                                           | 괴산군 | 연풍면                                                                                | 국도 제34호선과 중복 연장 1600m                            |
| 연풍IC 교차로               | 국도 제34호선 (중부로)                                                    | 괴산군 | 연풍면                                                                                | 국도 제34호선과 중복                                       |
| 행촌 교차로                 | 이화령로                                                                  | 괴산군 | 연풍면                                                                                |                                                            |
| 신풍 교차로                 | 원풍로절골길                                                              | 괴산군 | 연풍면                                                                                |                                                            |
| 수옥 교차로                 | 원풍로                                                                    | 괴산군 | 연풍면                                                                                |                                                            |
| 수옥정2교                   |                                                                           | 괴산군 | 연풍면                                                                                |                                                            |
| 소조령터널                  |                                                                           | 괴산군 | 연풍면                                                                                | 연장 1234m                                                 |
| 소조령터널                  |                                                                           | 충주시 | 수안보면                                                                              | 연장 1234m                                                 |
| 은행정 교차로               | 새재로 은행정길                                                           | 충주시 | 수안보면                                                                              |                                                            |
| 월악산 교차로               | 수안보로                                                                  | 충주시 | 수안보면                                                                              | 지방도 제597호선과 연결                                    |
| 조산교 탑동교               |                                                                           | 충주시 | 수안보면                                                                              |                                                            |
| 수안보 교차로               | 수안보온천길                                                              | 충주시 | 수안보면                                                                              |                                                            |
| 양지교                      |                                                                           | 충주시 | 수안보면                                                                              |                                                            |
| 수안보온천1터널             |                                                                           | 충주시 | 수안보면                                                                              | 연장 335m                                                  |
| 음지교                      |                                                                           | 충주시 | 수안보면                                                                              |                                                            |
| 수안보온천2터널             |                                                                           | 충주시 | 수안보면                                                                              | 상행 연장 321m 하행 연장 310m                              |
| 주정교                      |                                                                           | 충주시 | 수안보면                                                                              |                                                            |
| 수안보북측(오산진입)        | 수안보로                                                                  | 충주시 | 수안보면                                                                              | 하행 진출만 가능                                           |
| 양봉교 원통교               |                                                                           | 충주시 | 수안보면                                                                              |                                                            |
| 수회리 교차로               | 지방도 제510호선 (팔봉로) (수회리로)                                      | 충주시 | 수안보면                                                                              |                                                            |
| 용천삼거리                  | 국도 제36호선 국가지원지방도 제82호선 (월악로)                            | 충주시 | 살미면                                                                                | 국도 제36호선과 중복 국가지원지방도 제82호선과 중복        |
| 세성 교차로                 | 국도 제19호선 (괴산IC~살미간 도로) 지방도 제531호선 (세성로)              | 충주시 | 살미면                                                                                | 국도 제19, 36호선과 중복 국가지원지방도 제82호선과 중복    |
| 살미삼거리                  | 세성로                                                                    | 충주시 | 살미면                                                                                | 국도 제19, 36호선과 중복 국가지원지방도 제82호선과 중복    |
| 문산삼거리                  | 문강로                                                                    | 충주시 | 살미면                                                                                | 국도 제19, 36호선과 중복 국가지원지방도 제82호선과 중복    |
| 호음실삼거리                | 호음실1길                                                                 | 충주시 | 살미면                                                                                | 국도 제19, 36호선과 중복 국가지원지방도 제82호선과 중복    |
| 향산삼거리                  | 유주막로                                                                  | 충주시 | 살미면                                                                                | 국도 제19, 36호선과 중복 국가지원지방도 제82호선과 중복    |
| 노루목교                    |                                                                           | 충주시 | 살미면                                                                                | 국도 제19, 36호선과 중복 국가지원지방도 제82호선과 중복    |
|                             | 달천동                                                                    | 충주시 |                                                                                       | 국도 제19, 36호선과 중복 국가지원지방도 제82호선과 중복    |
| 풍동 교차로                 | 국가지원지방도 제82호선 (중원대로)                                        | 충주시 | 국도 제19, 36호선과 중복 국가지원지방도 제82호선과 중복 상행 진입 불가 하행 진출 불가 |                                                            |
| 임경업장군 교차로           | 상풍2길                                                                   | 충주시 | 국도 제19, 36호선과 중복                                                              |                                                            |
| 하풍 교차로                 | 풍동동막길                                                                | 충주시 | 국도 제19, 36호선과 중복                                                              |                                                            |
| 가주 교차로                 | 소가주1길                                                                 | 충주시 | 국도 제19, 36호선과 중복                                                              |                                                            |
| 용관터널                    |                                                                           | 충주시 | 국도 제19, 36호선과 중복 상행 연장 435m 하행 연장 513m                                |                                                            |
| 용두 교차로                 | 국도 제19호선 (서부순환대로) 중원대로                                     | 충주시 | 국도 제19, 36호선과 중복                                                              |                                                            |
| 용두사거리                  | 지방도 제525호선 (창현로)                                                 | 충주시 | 국도 제36호선과 중복 지방도 제525호선과 중복                                          |                                                            |
| 달천역                      | 상용두2길                                                                 | 충주시 | 국도 제36호선과 중복 지방도 제525호선과 중복                                          |                                                            |
| 교통대사거리                | 한국교통대학교 충주캠퍼스 강동대학교 충주캠퍼스                           | 충주시 | 국도 제36호선과 중복 지방도 제525호선과 중복                                          | 대소원면                                                   |
| 만적교                      | 성종두담길                                                                | 충주시 | 국도 제36호선과 중복 지방도 제525호선과 중복                                          | 대소원면                                                   |
| 충주 나들목 (충주 교차로)   | 45호선 중부내륙고속도로                                                   | 충주시 | 국도 제36호선과 중복 지방도 제525호선과 중복                                          | 대소원면                                                   |
| 대소원초등학교 첨단삼거리   | 지방도 제599호선 (첨단산업로)                                             | 충주시 | 국도 제36호선과 중복 지방도 제525, 599호선과 중복                                     | 대소원면                                                   |
| 대소원사거리                | 지방도 제599호선 (쇠실로)                                                 | 충주시 | 국도 제36호선과 중복 지방도 제525, 599호선과 중복                                     | 대소원면                                                   |
| 신양 교차로 (신양육교)      | 신양로                                                                    | 충주시 | 주덕읍                                                                                | 국도 제36호선과 중복 지방도 제525호선과 중복               |
| 주덕 교차로                 | 국도 제36호선 지방도 제525호선 (충청대로)                                 | 충주시 | 주덕읍                                                                                | 국도 제36호선과 중복 지방도 제525호선과 중복               |
| 신중 교차로                 | 신덕로                                                                    | 충주시 | 주덕읍                                                                                | 상행 진출 불가 하행 진입 불가                              |
| 도포1교                     |                                                                           | 충주시 | 신니면                                                                                |                                                            |
| 용원 교차로                 | 국가지원지방도 제49호선 국가지원지방도 제82호선 (신니 ~ 노은간 도로)      | 충주시 | 신니면                                                                                | 국가지원지방도 제49, 82호선과 중복                         |
| 용원교 용원2교 원평교       |                                                                           | 충주시 | 신니면                                                                                | 국가지원지방도 제49, 82호선과 중복                         |
| 송암 교차로                 | 신덕로                                                                    | 충주시 | 신니면                                                                                | 국가지원지방도 제49, 82호선과 중복                         |
| 양지교                      |                                                                           | 충주시 | 신니면                                                                                | 국가지원지방도 제49, 82호선과 중복                         |
| 서충주 나들목 (대화 교차로) | 40호선 평택제천고속도로 국가지원지방도 제49호선 지방도 제306호선 (용광로) | 충주시 | 신니면                                                                                | 국가지원지방도 제49, 82호선과 중복 지방도 제306호선과 중복 |
| 새터교 새터1교              |                                                                           | 충주시 | 신니면                                                                                | 국가지원지방도 제82호선과 중복 지방도 제306호선과 중복     |
| 오생1 교차로                | 국가지원지방도 제82호선 (대금로)                                          | 충주시 | 신니면                                                                                | 국가지원지방도 제82호선과 중복 지방도 제306호선과 중복     |
| 오생2 교차로                | 오신로                                                                    | 음성군 | 생극면                                                                                | 지방도 제306호선과 중복                                    |
| 생리 교차로                 | 오신로                                                                    | 음성군 | 생극면                                                                                | 지방도 제306호선과 중복                                    |
| 생극 교차로                 | 국도 제21호선 국도 제37호선 지방도 제306호선 (생음대로)                   | 음성군 | 생극면                                                                                | 국도 제21, 37호선과 중복 지방도 제306호선과 중복           |
| 차평 교차로                 | 음성로                                                                    | 음성군 | 생극면                                                                                | 국도 제21, 37호선과 중복                                   |
| 원당 교차로                 | 지방도 제525호선 (원당길)                                                 | 음성군 | 감곡면                                                                                | 국도 제21, 37호선과 중복                                   |
| 청미천교                    |                                                                           | 음성군 | 감곡면                                                                                | 국도 제21, 37호선과 중복                                   |

### 경기도(서울특별시이남 지역)
| 이름                                    | 접속 노선                              | 소재지                                 | 소재지                                        | 비고                                      |
| --------------------------------------- | -------------------------------------- | -------------------------------------- | --------------------------------------------- | ----------------------------------------- |
| 청미천교                                |                                        | 이천시                                 | 장호원읍                                      | 국도 제21, 37호선과 중복                  |
| 진암 나들목                             | 국도 제37호선 국도 제38호선 (서동대로) | 이천시                                 | 장호원읍                                      | 국도 제21호선 종점 국도 제37호선과 중복   |
| 진암삼거리                              | 경충대로                               | 이천시                                 | 장호원읍                                      |                                           |
| 송산삼거리                              | 설장로                                 | 이천시                                 | 장호원읍                                      |                                           |
| 원하삼거리                              | 경충대로307번길 경충대로309번길        | 이천시                                 | 장호원읍                                      |                                           |
| 이황초교삼거리 이황1리삼거리            |                                        | 이천시                                 | 장호원읍                                      |                                           |
| 상승대삼거리                            | 경충대로597번길                        | 이천시                                 | 장호원읍                                      |                                           |
| 이황육교삼거리                          | 이풍로                                 | 이천시                                 | 장호원읍                                      |                                           |
| 나래삼거리                              | 경충대로782번길                        | 이천시                                 | 장호원읍                                      |                                           |
| 문드러니고개                            |                                        | 이천시                                 | 장호원읍                                      |                                           |
| 여주시                                  | 가남읍                                 |                                        |                                               |                                           |
| 여주시                                  | 가남읍                                 | 은봉삼거리                             | 자석로                                        |                                           |
| 여주시                                  | 가남읍                                 | 방재시험연구원                         |                                               |                                           |
| 여주시                                  | 가남읍                                 | 흑석삼거리                             | 국가지원지방도 제84호선 (흑석로)              |                                           |
| 여주시                                  | 가남읍                                 | 세광리치타운아파트                     |                                               |                                           |
| 여주시                                  | 가남읍                                 | 건장사거리                             | 여주남로                                      |                                           |
| 여주시                                  | 가남읍                                 | 태평사거리                             | 지방도 제333호선 (설가로) (태평중앙1길)       |                                           |
| 여주시                                  | 가남읍                                 | 신해1리삼거리                          | 일신로                                        |                                           |
| 여주시                                  | 가남읍                                 | 동남아파트 신해2리사거리               |                                               |                                           |
| 장평삼거리 경기고속삼거리               |                                        | 이천시                                 | 대월면                                        |                                           |
| 장평교                                  |                                        | 이천시                                 | 대월면                                        |                                           |
| 부발읍                                  |                                        | 이천시                                 |                                               |                                           |
| 응암삼거리                              | 경충대로1722번길                       | 이천시                                 |                                               |                                           |
| 응암 나들목                             | 구 국도 제3호선 (경충대로)             | 이천시                                 |                                               |                                           |
| (교량)                                  |                                        | 이천시                                 |                                               |                                           |
| 수정 나들목                             | 황무로1833번길                         | 이천시                                 |                                               |                                           |
| (교량)                                  |                                        | 이천시                                 |                                               |                                           |
| 부발 나들목                             | 국도 제42호선 (중부대로)               | 이천시                                 |                                               |                                           |
| 신원4교 고사천교 신원3교 신원2교        |                                        | 이천시                                 |                                               |                                           |
| 신원1교                                 |                                        | 이천시                                 |                                               |                                           |
| 백사면                                  |                                        | 이천시                                 |                                               |                                           |
| 도지3교                                 |                                        | 이천시                                 |                                               |                                           |
| 도지2교 도지 나들목                     | 청백리로228번길                        | 이천시                                 |                                               |                                           |
| 도지1교 모전교                          |                                        | 이천시                                 |                                               |                                           |
| 백사 나들목                             | 국가지원지방도 제70호선 (이여로)       | 이천시                                 |                                               |                                           |
| 신대2교 신대1교                         |                                        | 이천시                                 |                                               |                                           |
| 도봉2교 도봉1교                         |                                        | 이천시                                 | 신둔면                                        |                                           |
| 도암 나들목                             | 원적로                                 | 이천시                                 | 신둔면                                        |                                           |
| 수하2교 수하1교 지석3교 지석2교 지석1교 |                                        | 이천시                                 | 신둔면                                        |                                           |
| 정개터널                                |                                        | 이천시                                 | 신둔면                                        | 연장 1,950m                               |
| 정개터널                                | 광주시                                 | 곤지암읍                               |                                               | 연장 1,950m                               |
| 봉현1교                                 | 광주시                                 | 곤지암읍                               |                                               |                                           |
| 봉현터널                                | 광주시                                 | 곤지암읍                               |                                               | 연장 259m                                 |
| 설월교 봉현 나들목                      | 광주시                                 | 곤지암읍                               | 신만로                                        | 성남 방면 진출 불가 장호원 방면 진입 불가 |
| 실촌2교 실촌1교                         | 광주시                                 | 곤지암읍                               |                                               |                                           |
| 열미 나들목                             | 광주시                                 | 곤지암읍                               | 국가지원지방도 제98호선 (광여로)              |                                           |
| 광주4터널                               | 광주시                                 | 곤지암읍                               |                                               |                                           |
| 열미1교                                 | 광주시                                 | 곤지암읍                               |                                               |                                           |
| 광주3터널                               | 광주시                                 | 곤지암읍                               |                                               |                                           |
| 초월읍                                  | 광주시                                 |                                        |                                               |                                           |
| 광주2터널                               | 광주시                                 |                                        |                                               |                                           |
| 초월 나들목                             | 광주시                                 | 52호선 광주원주고속도로                | 성남 방면 진출 불가 장호원 방면 진입 불가     |                                           |
| 늑현교                                  | 광주시                                 |                                        |                                               |                                           |
| 광주1터널                               | 광주시                                 |                                        |                                               |                                           |
| (교량)                                  | 광주시                                 |                                        |                                               |                                           |
| 쌍동 분기점                             | 광주시                                 | 구 국도 제3호선 (경충대로)             |                                               |                                           |
| 대쌍교                                  | 광주시                                 |                                        |                                               |                                           |
| 백마터널                                | 광주시                                 |                                        | 성남 방면 연장 2,405m 장호원 방면 연장 2,385m |                                           |
| 백마터널                                | 광주시                                 | 오포동                                 | 성남 방면 연장 2,405m 장호원 방면 연장 2,385m |                                           |
| 경안대교                                | 광주시                                 |                                        |                                               |                                           |
| 광남동                                  | 광주시                                 |                                        |                                               |                                           |
| 태전 분기점                             | 광주시                                 | 국도 제43호선 국도 제45호선 (회안대로) |                                               |                                           |
| 태전 졸음쉼터                           | 광주시                                 |                                        |                                               |                                           |
| (터널)                                  | 광주시                                 |                                        |                                               |                                           |
| 중대 졸음쉼터                           | 광주시                                 |                                        |                                               |                                           |
| (생태터널)                              | 광주시                                 |                                        | 연장 50m                                      |                                           |
| 직동 나들목                             | 광주시                                 | 고불로                                 |                                               |                                           |
| 광남 나들목                             | 광주시                                 | 29호선 세종포천고속도로                |                                               |                                           |
| 직동터널                                | 광주시                                 |                                        | 연장 310m                                     |                                           |
| 중원터널                                | 광주시                                 |                                        | 연장 1,195m                                   |                                           |
| 중원터널                                | 성남시                                 | 중원구                                 | 연장 1,195m                                   |                                           |
| 섬말 나들목 (섬말교)                    | 성남시                                 | 중원구                                 | 희망로                                        | 성남 방면 진입 불가 장호원 방면 진출 불가 |
| 대원 나들목                             | 성남시                                 | 중원구                                 | 구 국도 제3호선 (경충대로)                    | 성남 방면 진입 불가 장호원 방면 진출 불가 |
| 여수터널                                | 성남시                                 | 중원구                                 |                                               | 연장 1,460m                               |
| 성남시청 교차로 (여수지하차도)          | 성남시                                 | 중원구                                 | 성남대로 여수대로                             | 연장 1,460m                               |
| 성남 나들목 (여수사거리)                | 성남시                                 | 중원구                                 | 100호선 수도권제1순환고속도로 경충대로        |                                           |
| 모란시장사거리                          | 성남시                                 | 중원구                                 | 둔촌대로                                      |                                           |
| 모란역                                  | 성남시                                 | 중원구                                 |                                               |                                           |
| 모란삼거리                              | 성남시                                 | 중원구                                 | 광명로                                        |                                           |
| 모란사거리                              | 성남시                                 | 중원구                                 | 산성대로                                      |                                           |
| 수진2동주민센터                         | 성남시                                 |                                        | 수정구                                        |                                           |
| 태평역사거리 (태평역)                   | 성남시                                 | 수정로                                 | 수정구                                        |                                           |
| 성남수정경찰서                          | 성남시                                 |                                        | 수정구                                        |                                           |
| 가천대역삼거리 (가천대역)               | 성남시                                 | 태평로                                 | 수정구                                        |                                           |
| 가천대학교 글로벌캠퍼스                 | 성남시                                 |                                        | 수정구                                        |                                           |
| 동서울대학교                            | 성남시                                 | 복정로 탄천로                          | 수정구                                        |                                           |
| 복정교                                  | 성남시                                 |                                        | 수정구                                        |                                           |

기존 구간 (2014년 이전 노선)
- 광주시 쌍동 분기점 - 초월읍행정복지센터 - 소방파출소앞 - 도평리입구 - 대쌍고개 - 쌍령마을앞 - 경안교 - 광주 나들목 - 광주2육교 - 장지 나들목 - 선광주유소앞 - 갈마터널(343m) - 갈현 교차로 - 갈현 나들목 - 대원 나들목

기존 구간 (2017년 이전 노선)
- 이천시 응암 교차로 - 이화그린아파트입구 교차로 - 가산삼거리 - 동원삼거리 - 도드람조합삼거리 - 대월삼거리 - 사동삼거리 - 아미사거리 - 이천사동중학교삼거리 - 현대엘리베이터삼거리 - SK하이닉스사거리 - 아미타운삼거리 - 이천 나들목 - 청구아파트삼거리 - 대상㈜삼거리 - 진우아파트삼거리 - 거평아파트삼거리 - 신하초교후문삼거리 - 삼익아파트삼거리 - 신하삼거리 - 성광아파트삼거리 - OB삼거리 - 이마트후레쉬센터사거리 - 복하 교차로 - 복하교 - 진리삼거리 - 신진리사거리 - 설봉삼거리 - 이천사거리 - 공설운동장삼거리 - 증일사거리 - 이천육교 - 엑스포삼거리 - 설봉아파트삼거리 - 설봉공원삼거리 - 소방서삼거리 - 기치미고개 - 기치미고개삼거리 - 사음1동삼거리 - 콘티넨탈삼거리 - 돌고개 - 도예촌사거리 - 사음2동삼거리 - 수남저수지삼거리 - 사음동사거리 - 근천교 - 소정 교차로 - 신둔면행정복지센터 교차로 - 신둔삼거리 - 신둔사거리 - 남정오거리 - 수광삼거리 - 넉고개
- 광주시 넉고개 - 동원대학앞 교차로 - 신촌리 - 광주공업사앞 교차로 - 수양마을입구 교차로 - 구양교 - 농수산물창고앞 교차로 - 중부골프장앞 교차로 - 목방마을앞 교차로 - 곤지암사거리 - 신대사거리 - 곤지암교 - 금호주유소앞 교차로 - 곤지암 나들목 - 빙그레입구 - 나이키앞 교차로 - 렉스콘앞 - 경기주유소앞 교차로 - 쌍동 분기점

### 서울특별시
| 이름                                                  | 접속 노선                                       | 소재지     | 소재지                           | 비고                         |
| ----------------------------------------------------- | ----------------------------------------------- | ---------- | -------------------------------- | ---------------------------- |
| 복정교                                                |                                                 | 서울특별시 | 송파구                           |                              |
| 복정역 교차로                                         | 서울특별시도 제41호선 지방도 제342호선 (헌릉로) | 서울특별시 | 송파구                           | 서울특별시도 제71호선과 중복 |
| 송파 나들목                                           | 100호선 수도권제1순환고속도로                   | 서울특별시 | 송파구                           | 서울특별시도 제71호선과 중복 |
| 장지교 교차로                                         | 탄천동로 송파대로4길                            | 서울특별시 | 송파구                           | 서울특별시도 제71호선과 중복 |
| 장지교                                                |                                                 | 서울특별시 | 송파구                           | 서울특별시도 제71호선과 중복 |
| 장지역 (가든파이브)                                   | 충민로                                          | 서울특별시 | 송파구                           | 서울특별시도 제71호선과 중복 |
| 문정역 교차로                                         | 문정로                                          | 서울특별시 | 송파구                           | 서울특별시도 제71호선과 중복 |
| 올림픽훼밀리타운                                      | 동남로                                          | 서울특별시 | 송파구                           | 서울특별시도 제71호선과 중복 |
| 가락시장역 교차로 (중앙전파관리소)                    | 중대로                                          | 서울특별시 | 송파구                           | 서울특별시도 제71호선과 중복 |
| 가락시장 교차로 (송파지하차도)                        | 서울특별시도 제92호선 (양재대로)                | 서울특별시 | 송파구                           | 서울특별시도 제71호선과 중복 |
| 송파역                                                |                                                 | 서울특별시 | 송파구                           | 서울특별시도 제71호선과 중복 |
| 송파사거리                                            | 가락로                                          | 서울특별시 | 송파구                           | 서울특별시도 제71호선과 중복 |
| 석촌역 교차로                                         | 백제고분로                                      | 서울특별시 | 송파구                           | 서울특별시도 제71호선과 중복 |
| 석촌호수 교차로                                       | 석촌호수로                                      | 서울특별시 | 송파구                           | 서울특별시도 제71호선과 중복 |
| 잠실역 교차로                                         | 서울특별시도 제90호선 (올림픽로)                | 서울특별시 | 송파구                           | 서울특별시도 제71호선과 중복 |
| 잠실대교 남단                                         | 올림픽로35길                                    | 서울특별시 | 송파구                           | 서울특별시도 제71호선과 중복 |
| 잠실대교 분기점                                       | 올림픽대로                                      | 서울특별시 | 송파구                           | 서울특별시도 제71호선과 중복 |
| 잠실대교                                              |                                                 | 서울특별시 | 송파구                           | 서울특별시도 제71호선과 중복 |
|                                                       | 광진구                                          | 서울특별시 |                                  | 서울특별시도 제71호선과 중복 |
| 잠실대교 북단 나들목                                  | 국도 제46호선 서울특별시도 제70호선 (강변북로)  | 서울특별시 |                                  | 서울특별시도 제71호선과 중복 |
| 잠실대교북단 교차로                                   | 뚝섬로                                          | 서울특별시 |                                  | 서울특별시도 제71호선과 중복 |
| 동서울우편집중국                                      |                                                 | 서울특별시 |                                  | 서울특별시도 제71호선과 중복 |
| 자양사거리                                            | 아차산로                                        | 서울특별시 |                                  | 서울특별시도 제71호선과 중복 |
| 광진구청 건국대학교사범대학 부속중학교 서울광진경찰서 |                                                 | 서울특별시 |                                  | 서울특별시도 제71호선과 중복 |
| 구의사거리                                            | 서울특별시도 제60호선 (광나루로)                | 서울특별시 |                                  | 서울특별시도 제71호선과 중복 |
| 아차산역 교차로                                       | 서울특별시도 제50호선 (천호대로)                | 서울특별시 | 서울특별시도 제50, 71호선과 중복 |                              |
| 아차산역 교차로                                       | 용마산로                                        | 서울특별시 |                                  |                              |
| 군자역 교차로                                         | 능동로                                          | 서울특별시 |                                  |                              |
| 군자교 교차로                                         | 국도 제47호선 (동일로)                          | 서울특별시 | 국도 제47호선과 중복             |                              |
| 동곡삼거리                                            | 긴고랑로                                        | 서울특별시 | 국도 제47호선과 중복             |                              |
| 장평교 교차로                                         | 답십리로                                        | 서울특별시 | 국도 제47호선과 중복             |                              |
| 장평교 교차로                                         | 답십리로                                        | 서울특별시 | 국도 제47호선과 중복             | 중랑구                       |
| 면목교 교차로                                         | 면목천로                                        | 서울특별시 | 국도 제47호선과 중복             |                              |
| 장안교사거리                                          | 사가정로                                        | 서울특별시 | 국도 제47호선과 중복             |                              |
| 면목5동행정복지센터                                   |                                                 | 서울특별시 | 국도 제47호선과 중복             |                              |
| 면목2동사거리                                         | 겸재로                                          | 서울특별시 | 국도 제47호선과 중복             |                              |
| 서울중목초등학교                                      |                                                 | 서울특별시 | 국도 제47호선과 중복             |                              |
| 중랑전화국 교차로                                     | 봉우재로                                        | 서울특별시 | 국도 제47호선과 중복             |                              |
| 동일로지하차도 교차로                                 | 국도 제6호선 국도 제47호선 (망우로)             | 서울특별시 | 국도 제47호선과 중복             |                              |
| 장안중학교                                            |                                                 | 서울특별시 |                                  |                              |
| 중화역 교차로                                         | 봉화산로                                        | 서울특별시 |                                  |                              |
| 먹골역 교차로                                         | 공릉로                                          | 서울특별시 |                                  |                              |
| 목동교                                                |                                                 | 서울특별시 |                                  |                              |
|                                                       | 노원구                                          | 서울특별시 |                                  |                              |
| 태릉입구역 교차로                                     | 화랑로                                          | 서울특별시 |                                  |                              |
| 공릉역 교차로                                         | 동일로191길 동일로192길                         | 서울특별시 |                                  |                              |
| 서울과기대입구                                        | 동일로197길 동일로198길                         | 서울특별시 |                                  |                              |
| 하계지하차도                                          |                                                 | 서울특별시 |                                  |                              |
| 하계역 교차로                                         | 한글비석로                                      | 서울특별시 |                                  |                              |
| 노원구민회관                                          | 동일로203길 동일로204길                         | 서울특별시 |                                  |                              |
| 중계근린공원 등나무근린공원                           |                                                 | 서울특별시 |                                  |                              |
| 중계근린공원 교차로                                   | 동일로205길 동일로206길                         | 서울특별시 |                                  |                              |
| 중계역 교차로                                         | 덕릉로                                          | 서울특별시 |                                  |                              |
| 당현1교                                               |                                                 | 서울특별시 |                                  |                              |
| 상계백병원 교차로 (인제대학교 상계백병원)             | 동일로213길 동일로214길                         | 서울특별시 |                                  |                              |
| 상계2, 6단지 교차로                                   | 동일로215길 동일로216길                         | 서울특별시 |                                  |                              |
| 노원역 교차로                                         | 노해로 상계로                                   | 서울특별시 |                                  |                              |
| 도봉운전면허시험장 용화여자고등학교                   |                                                 | 서울특별시 |                                  |                              |
| 온수골사거리                                          | 노원로                                          | 서울특별시 |                                  |                              |
| 마들역 교차로                                         | 한글비석로                                      | 서울특별시 |                                  |                              |
| 상계11-13단지                                         | 동일로227길 동일로228길                         | 서울특별시 |                                  |                              |
| 상계14-16단지                                         | 수락산로                                        | 서울특별시 |                                  |                              |
| 서울노일초등학교                                      |                                                 | 서울특별시 |                                  |                              |
| 수락산역 교차로                                       | 동일로243번길                                   | 서울특별시 |                                  |                              |
| 홍파복지원앞 교차로                                   | 동일로245가길 동일로248길                       | 서울특별시 |                                  |                              |
| 수락산입구 교차로                                     | 동일로245길 동일로250길                         | 서울특별시 |                                  |                              |
| 수락초등학교                                          | 누원2길 동일로251길                             | 서울특별시 |                                  |                              |
| 수락지하차도                                          | 서울특별시도 제61호선 (동부간선도로)            | 서울특별시 |                                  |                              |

기존 구간 (1996년 이전 노선)
- 성동구 군자교 교차로 - 군자교
- 성동구 / 동대문구 군자교 - 장한평역 교차로 - 서울도시철도공사사거리 - 답십리역사거리 - 신답역 교차로
- 동대문구 동대문구청 - 동대문구청 교차로 - 시립동부병원앞 교차로 - 동진교 - 신설동역 교차로 - 대광초교삼거리
- 동대문구 / 성북구 대광초교삼거리 - 대광고등학교 - 안암제2교 - 안암오거리 - 고대앞사거리 - 고려대학교 - 고대앞삼거리
- 성북구 고대앞삼거리 - 고려대앞 교차로 - 사대부고앞 교차로 - 종암사거리 - 서울북공업고등학교 - 미아사거리
- 강북구 미아사거리 - 미아사거리역 - 삼양입구사거리 - 도봉세무서 - 미아역 - 수유사거리 - 수유역 - 강북구청 교차로 - 우이교
- 도봉구 우이교 - 창동시장입구사거리 - 쌍문역 - 정의여중입구 교차로 - 도봉보건소 교차로 - 방학교 - 방학사거리 - 방학역 - 신도봉사거리 - 도봉역사거리

### 경기도(서울특별시이북 지역)
| 이름                                              | 접속 노선                              | 소재지                           | 소재지                                                  | 비고                              |
| ------------------------------------------------- | -------------------------------------- | -------------------------------- | ------------------------------------------------------- | --------------------------------- |
| 의정부 나들목                                     | 100호선 수도권제1순환고속도로          | 의정부시                         | 장암동                                                  |                                   |
| 장암2교                                           |                                        | 의정부시                         | 장암동                                                  |                                   |
| 장암역 교차로                                     | 동일로122번길                          | 의정부시                         | 장암동                                                  |                                   |
| 장암역삼거리                                      | 서계로                                 | 의정부시                         | 장암동                                                  |                                   |
| 상촌 나들목                                       | 동부간선도로                           | 의정부시                         | 장암동                                                  | 상행 진출 불가 하행 진입 불가     |
| 장암 나들목                                       | 동일로                                 | 의정부시                         | 장암동                                                  |                                   |
| 신곡 나들목                                       | 금신로 회룡로                          | 의정부시                         | 신곡동                                                  | 상행 진출 불가 하행 진입 불가     |
| 신곡교                                            |                                        | 의정부시                         | 송산동                                                  |                                   |
| 만가대 교차로 (용현지하차도)                      | 국도 제43호선 (송산로) (시민로) 민락로 | 의정부시                         | 송산동                                                  | 구 용현 나들목                    |
| 부용교                                            |                                        | 의정부시                         | 송산동                                                  |                                   |
| 부용터널                                          |                                        | 의정부시                         | 송산동                                                  | 상행 연장 893m 하행 연장 746m     |
| 민락1교 민락2교                                   |                                        | 의정부시                         | 송산동                                                  |                                   |
| 민락 교차로                                       | 민락로 민락로297번길                   | 의정부시                         | 송산동                                                  | 민락 나들목과 간접 연결           |
| 민락3교                                           |                                        | 의정부시                         | 송산동                                                  |                                   |
| 민락BRT정류장                                     |                                        | 의정부시                         | 송산동                                                  |                                   |
| (생태터널)                                        |                                        | 의정부시                         | 송산동                                                  | 연장 50m                          |
| 자금 교차로 (자금교)                              | 국도 제43호선 (호국로)                 | 의정부시                         | 자금동                                                  |                                   |
| 양주터널                                          |                                        | 의정부시                         | 자금동                                                  | 연장 753m                         |
| 양주터널                                          |                                        | 양주시                           | 양주동                                                  | 연장 753m                         |
| 오리교                                            |                                        | 양주시                           | 양주동                                                  |                                   |
| 광사 교차로                                       | 광사로                                 | 양주시                           | 양주동                                                  |                                   |
| 광사1교 삽사교                                    |                                        | 양주시                           | 양주동                                                  |                                   |
| 고읍 교차로                                       | 지방도 제360호선 (고덕로)              | 양주시                           | 양주동                                                  |                                   |
| 지계1교                                           |                                        | 양주시                           | 양주동                                                  |                                   |
| 고암 교차로                                       | 회천남로                               | 양주시                           | 회천동                                                  |                                   |
| 청담천교 우산교 옥정교                            |                                        | 양주시                           | 회천동                                                  |                                   |
| 회암 교차로                                       | 국가지원지방도 제56호선 (화합로)       | 양주시                           | 옥정동                                                  | 양주 나들목과 간접 연결           |
| 회암천교 노촌말교 봉양교 월덕보교 내촌육교 턱골교 |                                        | 양주시                           | 옥정동                                                  |                                   |
|                                                   | 회천동                                 | 양주시                           |                                                         |                                   |
| 봉양 교차로                                       | 평화로                                 | 양주시                           | 구 신내 교차로                                          |                                   |
| 신천교                                            |                                        | 양주시                           |                                                         |                                   |
|                                                   | 은현면                                 | 양주시                           |                                                         |                                   |
| 용암1교 용암2교                                   |                                        | 양주시                           |                                                         |                                   |
| 소래터널                                          |                                        | 양주시                           | 상행 연장 935m 하행 연장 930m                           |                                   |
| 은현 나들목                                       | 선하로                                 | 양주시                           |                                                         |                                   |
| 은현교 하패1교 하패2교 진재교                     |                                        |                                  |                                                         |                                   |
| 상패천1교 상패천2교                               |                                        | 동두천시                         | 상패동                                                  |                                   |
| 동두천 나들목                                     | 지방도 제364호선 (삼육사로)            | 동두천시                         | 상패동                                                  |                                   |
| 상패천3교                                         |                                        | 동두천시                         | 상패동                                                  |                                   |
| 상패터널                                          |                                        | 동두천시                         | 상패동                                                  | 상행 연장 1,200m 하행 연장 1,180m |
| 상패터널                                          | 소요동                                 | 동두천시                         |                                                         | 상행 연장 1,200m 하행 연장 1,180m |
| 외안흥교                                          |                                        | 동두천시                         |                                                         |                                   |
| 소요산 나들목                                     | 신천로                                 | 동두천시                         |                                                         |                                   |
| 상봉암1교                                         |                                        | 동두천시                         |                                                         |                                   |
| 동안터널                                          |                                        | 동두천시                         | 상행 연장 300m 하행 연장 330m                           |                                   |
| 봉동터널                                          |                                        | 동두천시                         | 상행 연장 260m 하행 연장 275m                           |                                   |
| 상봉암2교                                         |                                        | 동두천시                         |                                                         |                                   |
| 봉암터널                                          |                                        | 동두천시                         | 연장 480m                                               |                                   |
| 하봉암1교                                         |                                        | 동두천시                         |                                                         |                                   |
| 하봉암 나들목                                     | 하봉암로                               | 동두천시                         | 상행 진입 불가 하행 진출 불가                           |                                   |
| 하봉암2교                                         |                                        | 동두천시                         |                                                         |                                   |
| 마차산1터널                                       |                                        | 동두천시                         |                                                         |                                   |
| 마차산교                                          |                                        | 동두천시                         |                                                         |                                   |
| 마차산2터널                                       |                                        | 동두천시                         |                                                         |                                   |
|                                                   | 연천군                                 | 청산면                           |                                                         |                                   |
| 청산 나들목                                       | 연천군                                 | 청산면                           | 평화로                                                  | 상행 진출 불가 하행 진입 불가     |
| 초성 교차로                                       | 연천군                                 | 청산면                           | 지방도 제368호선 (청신로)                               |                                   |
| 학담삼거리                                        | 연천군                                 | 청산면                           | 학담로89번길                                            |                                   |
| 대전삼거리                                        | 연천군                                 | 청산면                           | 지방도 제372호선 (청창로)                               | 지방도 제372호선과 중복           |
| 한탄대교사거리                                    | 연천군                                 | 청산면                           | 고능로                                                  | 지방도 제372호선과 중복           |
| 한탄대교                                          | 연천군                                 | 청산면                           |                                                         | 지방도 제372호선과 중복           |
|                                                   | 연천군                                 | 전곡읍                           |                                                         | 지방도 제372호선과 중복           |
| 사랑동삼거리                                      | 연천군                                 | 평화로443번길                    |                                                         | 지방도 제372호선과 중복           |
| 전곡입구오거리                                    | 연천군                                 | 전곡로 한여울로 전곡로6번길      |                                                         | 지방도 제372호선과 중복           |
| 효사랑병원앞 교차로                               | 연천군                                 | 밤골로                           |                                                         | 지방도 제372호선과 중복           |
| (이름 없음)                                       | 연천군                                 | 양연로                           | 지방도 제372호선과 중복 상행 진입시 구석기사거리로 우회 |                                   |
| 구석기사거리                                      | 연천군                                 | 전곡역로                         | 지방도 제372호선과 중복                                 |                                   |
| 영도사거리                                        | 연천군                                 | 전곡로161번길 평화로629번길      | 지방도 제372호선과 중복                                 |                                   |
| 전곡교 교차로 (전곡교)                            | 연천군                                 | 지방도 제372호선 (청정로) 전영로 | 지방도 제372호선과 중복                                 |                                   |
| 태풍아파트입구                                    | 연천군                                 | 평화로699번길                    |                                                         |                                   |
| 은대삼거리                                        | 연천군                                 | 은대로                           |                                                         |                                   |
| 은대육교 바래마을입구                             | 연천군                                 |                                  |                                                         |                                   |
| 은대 교차로                                       | 연천군                                 | 국도 제37호선 (동서로)           |                                                         |                                   |
| 연천소방서                                        | 연천군                                 |                                  |                                                         |                                   |
| 어수물입구 교차로                                 | 연천군                                 | 평화로919번길                    |                                                         |                                   |
| 고포리입구                                        | 연천군                                 | 통현길                           | 연천읍                                                  |                                   |
| 통현삼거리                                        | 연천군                                 | 국가지원지방도 제78호선 (현문로) | 연천읍                                                  | 국가지원지방도 제78호선과 중복    |
| 연천진입삼거리                                    | 연천군                                 | 연천로                           | 연천읍                                                  | 국가지원지방도 제78호선과 중복    |
| 동막사거리                                        | 연천군                                 | 동내로 연천로42번길              | 연천읍                                                  | 국가지원지방도 제78호선과 중복    |
| 에미교                                            | 연천군                                 |                                  | 연천읍                                                  | 국가지원지방도 제78호선과 중복    |
| 연천 교차로                                       | 연천군                                 | 국가지원지방도 제78호선 (연신로) | 연천읍                                                  | 국가지원지방도 제78호선과 중복    |
| 옥산교 옥산1천교                                  | 연천군                                 |                                  | 연천읍                                                  |                                   |
| 옥산 교차로                                       | 연천군                                 |                                  | 연천읍                                                  |                                   |
| 옥산2천교 옥산3천교                               | 연천군                                 |                                  | 연천읍                                                  |                                   |
| 와초 교차로                                       | 연천군                                 | 합내로                           | 연천읍                                                  |                                   |
| 꽃봉산천교                                        | 연천군                                 |                                  | 연천읍                                                  |                                   |
| 신서 교차로                                       | 연천군                                 | 연신로 평화로                    | 신서면                                                  |                                   |
| 내산리입구 교차로                                 | 연천군                                 | 지방도 제376호선 (도내로)        | 신서면                                                  | 지방도 제376호선과 중복           |
| 도신3리삼거리                                     | 연천군                                 | 장거리길                         | 신서면                                                  | 지방도 제376호선과 중복           |
| 도신육교                                          | 연천군                                 |                                  | 신서면                                                  | 지방도 제376호선과 중복           |
| 방아다리삼거리                                    | 연천군                                 | 지방도 제376호선 (도신로)        | 신서면                                                  | 지방도 제376호선과 중복           |
| 대광초등학교 대광리역 경기도학생연천야영장        | 연천군                                 |                                  | 신서면                                                  |                                   |
| 신탄리역                                          | 연천군                                 | 고대산길                         | 신서면                                                  |                                   |
| 신탄교                                            |                                        |                                  | 신서면                                                  |                                   |

### 강원특별자치도
| 이름                        | 접속 노선                               | 소재지 | 소재지 | 비고                 |
| --------------------------- | --------------------------------------- | ------ | ------ | -------------------- |
| 대마리                      |                                         | 철원군 | 철원읍 |                      |
| 백마고지역                  |                                         | 철원군 | 철원읍 |                      |
| 대마사거리                  | 국도 제87호선 지방도 제463호선 (묘장로) | 철원군 | 철원읍 |                      |
| 사요리 외촌리 내포리        |                                         | 철원군 | 철원읍 | 민간인 출입통제 구간 |
| 월정리역                    | 두루미로                                | 철원군 | 철원읍 | 민간인 출입통제 구간 |
| 조선민주주의인민공화국 구간 |                                         |        |        |                      |

## 도로명
경상남도
- 남해군 미조면 초전삼거리 ~ 창선면 창선대교 : 동부대로
- 사천시 동서동 창선대교 ~ 대방 교차로 : 삼천포대교로
- 사천시 동서동 대방 교차로 ~ 축동면 사천 나들목 : 사천대로
- 사천시 축동면 사천 나들목 ~ 진주시 정촌면 화개 교차로 : 진주대로
- 진주시 정촌면 화개 교차로 ~ 이현동 명석 교차로 : 순환로
- 진주시 이현동 명석 교차로 ~ 명석면 도내고개 : 진주대로
- 산청군 신안면 도내고개 ~ 생초면 생초터널 : 산청대로
- 함양군 수동면 생초터널 ~ 거창군 거창읍 송정 교차로 : 거함대로
- 거창군 거창읍 송정 교차로 ~ 주상면 주상 교차로: 웅양로
- 거창군 주상면 주상 교차로 ~ 웅양면 우두령터널: 거창김천로

경상북도
- 김천시 대덕면 우두령터널 ~ 화전 교차로: 거창김천로
- 김천시 대덕면 화전 교차로 ~ 지례면 신평 교차로 : 남김천대로
- 김천시 지례면 신평 교차로 ~ 양금동 양하 교차로 : 구성지례로
- 김천시 양금동 양하 교차로 ~ 양천 교차로 : 남김천대로
- 김천시 양금동 양천 교차로 ~ 어모면 어모 교차로 : 김천순환로
- 김천시 어모면 어모 교차로 ~ 상주시 함창읍 오동 교차로 : 경상대로
- 상주시 함창읍 오동 교차로 ~ 문경시 문경읍 이화령터널 : 문경대로

충청북도
- 괴산군 연풍면 이화령터널 ~ 충주시 달천동 풍동 교차로 : 중원대로
- 충주시 달천동 풍동 교차로 ~ 용두 교차로 : 서부순환대로
- 충주시 달천동 용두 교차로 ~ 음성군 감곡면 청미천교 : 중원대로

경기도
- 이천시 장호원읍 청미천교 ~ 진암삼거리 : 중원대로
- 이천시 장호원읍 진암삼거리 ~ 부발읍 응암 교차로 : 경충대로
- 이천시 부발읍 응암 교차로 ~ 성남시 중원구 성남시청교차로 : 성남이천로
- 성남시 중원구 성남시청교차로 ~ 수정구 복정교 : 성남대로

서울특별시
- 송파구 복정교 ~ 복정역 교차로 : 성남대로
- 송파구 복정역 교차로 ~ 잠실대교 : 송파대로
- 광진구 잠실대교 ~ 아차산역 교차로 : 자양로
- 광진구 아차산역 교차로 ~ 군자교 교차로 : 천호대로
- 광진구 군자교 교차로 ~ 노원구 수락리버시티공원 : 동일로

경기도
- 의정부시 호원동 수락리버시티공원 ~ 장암 나들목 : 동일로
- 의정부시 호원동 장암 나들목 ~ 연천군 청산면 초성 교차로 : 신평화로
- 연천군 청산면 초성 교차로 ~ 연천군 신서면 대광리 : 평화로

강원특별자치도
- 철원군 철원읍 율이리 ~ 월정리역 : 평화로

## 자동차 전용도로 구간
아래 구간은 국토교통부에서 지정한 자동차 전용도로 구간이므로 보행자, 자전거 등은 통행할 수 없다. 이륜자동차 (모터사이클 혹은 오토바이)는 긴급자동차 (싸이카 및 소방용 모터사이클 등)에 한해 통행이 가능하며, 그 밖의 이륜자동차와 경운기, 우마차, 트랙터, 손수레는 통행할 수 없다.
| 도로명       | 시점                                       | 종점                                         | 총연장 (km) | 차로수 | 지정일                          |
| ------------ | ------------------------------------------ | -------------------------------------------- | ----------- | ------ | ------------------------------- |
| 순환로       | 경상남도 진주시 내동면 독산리(내동 교차로) | 경상남도 진주시 정촌면 화개리(화개 교차로)   | 4.0         | 4      | 2011년 6월 10일                 |
| 순환로       | 경상남도 진주시 평거동(10호광장 교차로)    | 경상남도 진주시 이현동(명석 교차로)          | 3.4         | 4      | 2005년 11월 9일                 |
| 구성지례로   | 경상북도 김천시 구성면 상원리              | 경상북도 김천시 구성면 하강리                | 9.3         | 4      | 2010년 8월 25일 2015년 4월 29일 |
| 김천순환로   | 경상북도 김천시 양천동(양하 교차로)        | 경상북도 김천시 어모면 옥율리(어모 교차로)   | 18.4        | 4      | 2005년 12월 12일                |
| 경상대로     | 경상북도 김천시 어모면 남산리(남산 교차로) | 경상북도 상주시 청리면 원장리(양촌 교차로)   | 24.28       | 4      | 2005년 12월 12일                |
| 문경대로     | 경상북도 상주시 함창읍 윤직리(오동 교차로) | 경상북도 문경시 불정동(불정1교 남단)         | 8.7         | 4      | 2005년 12월 12일                |
| 서부순환대로 | 충청북도 충주시 풍동(능곡교)               | 충청북도 충주시 용두동(용두 교차로)          | 7.246       | 4      | 2007년 8월 14일                 |
| 성남이천로   | 경기도 이천시 부발읍 응암리(응암 나들목)   | 경기도 성남시 중원구 여수동(성남시청 교차로) | 47.3        | 4, 6   | 2007년 10월 26일                |
| 신평화로     | 경기도 의정부시 장암동(장암 나들목)        | 경기도 양주시 봉양동(신내 나들목)            | 20.7        | 4      | 2000년 5월 3일                  |
| 신평화로     | 경기도 양주시 봉양동(신내 나들목)          | 경기도 연천군 청산면 초성리(청산 나들목)     | 15.1        | 4      | 2010년 4월 2일                  |

## 갤러리

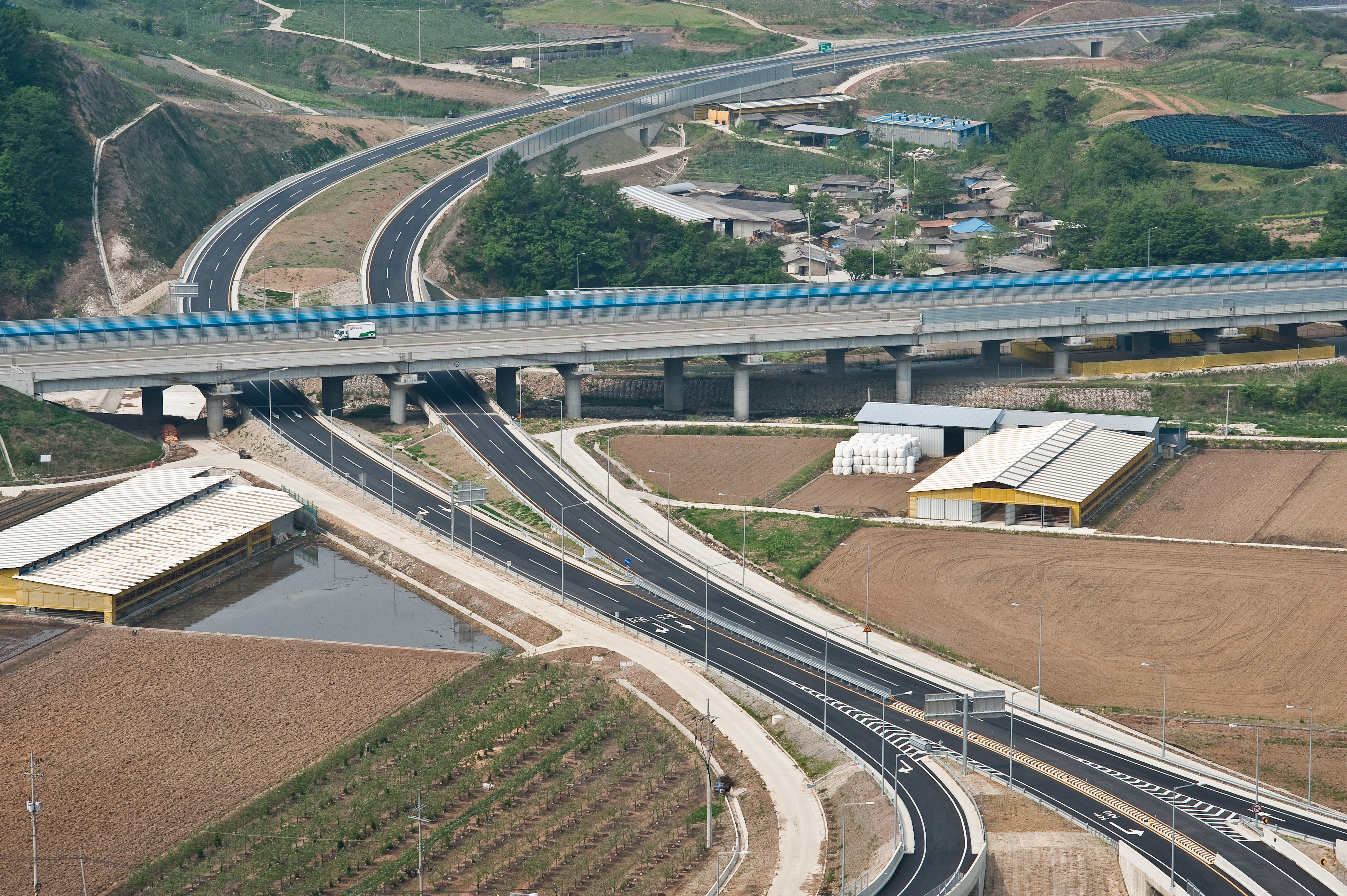
괴산 부근(종축)
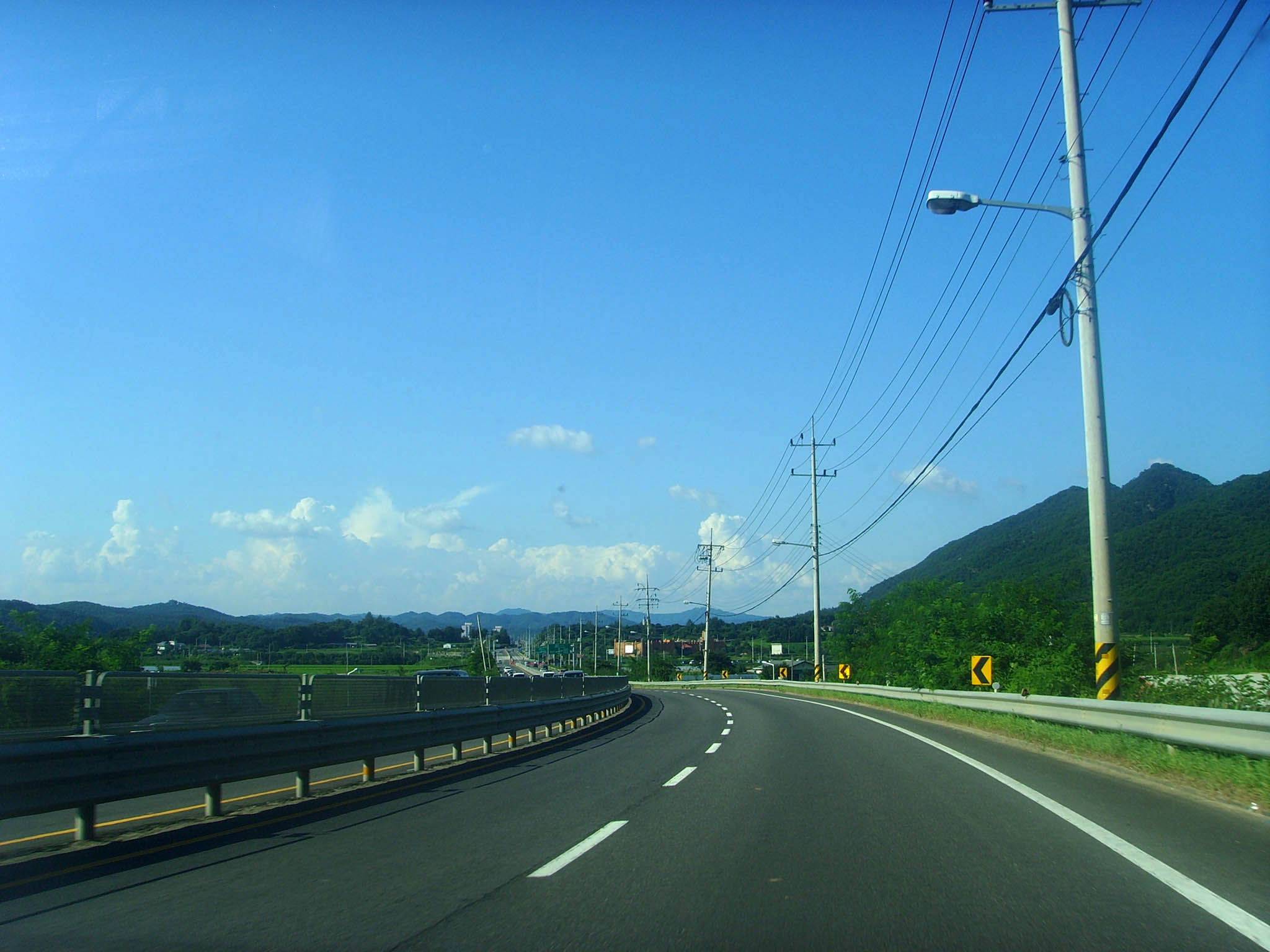
연천 부근
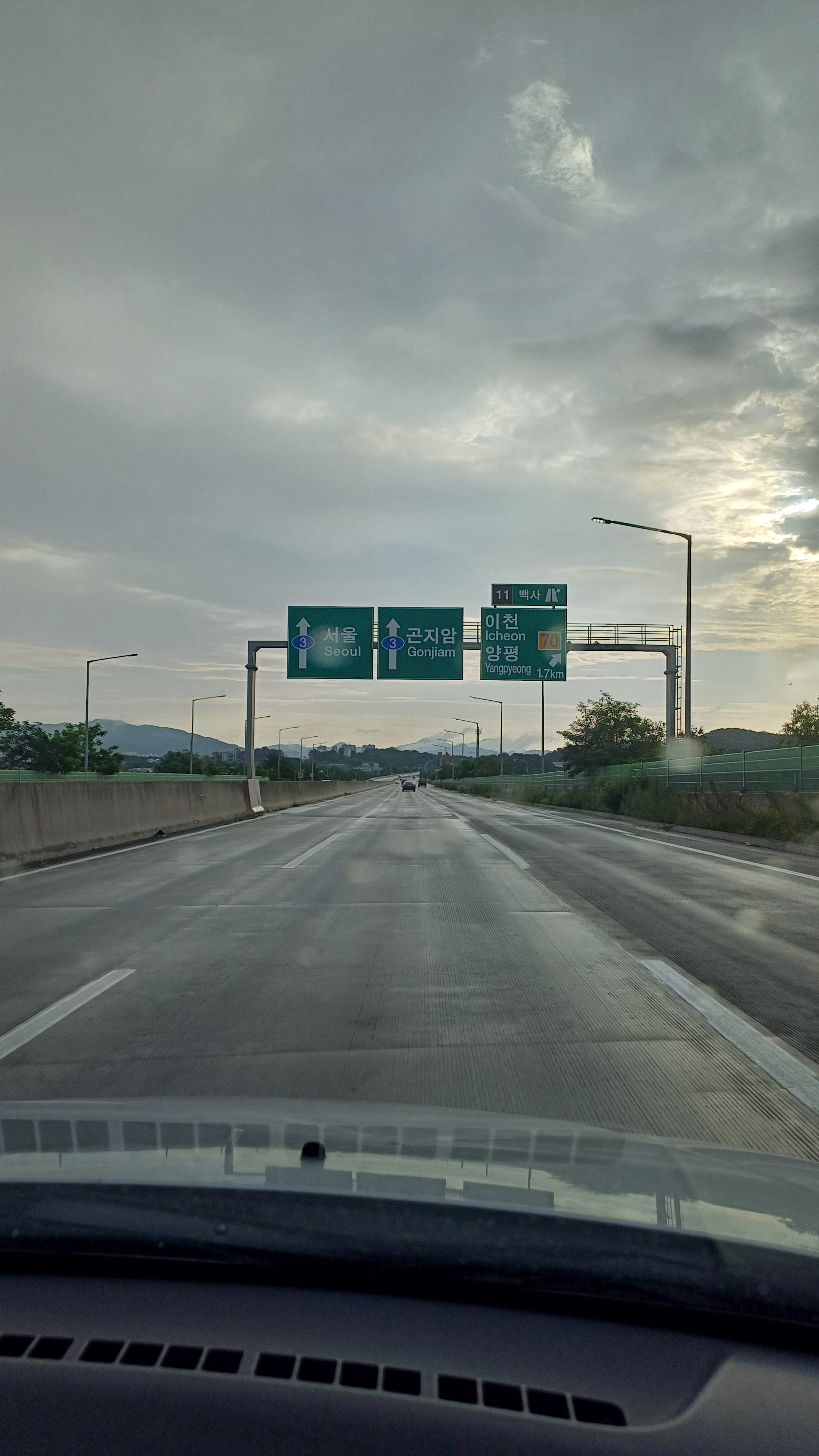
백사 나들목 (서울, 곤지암 방면)
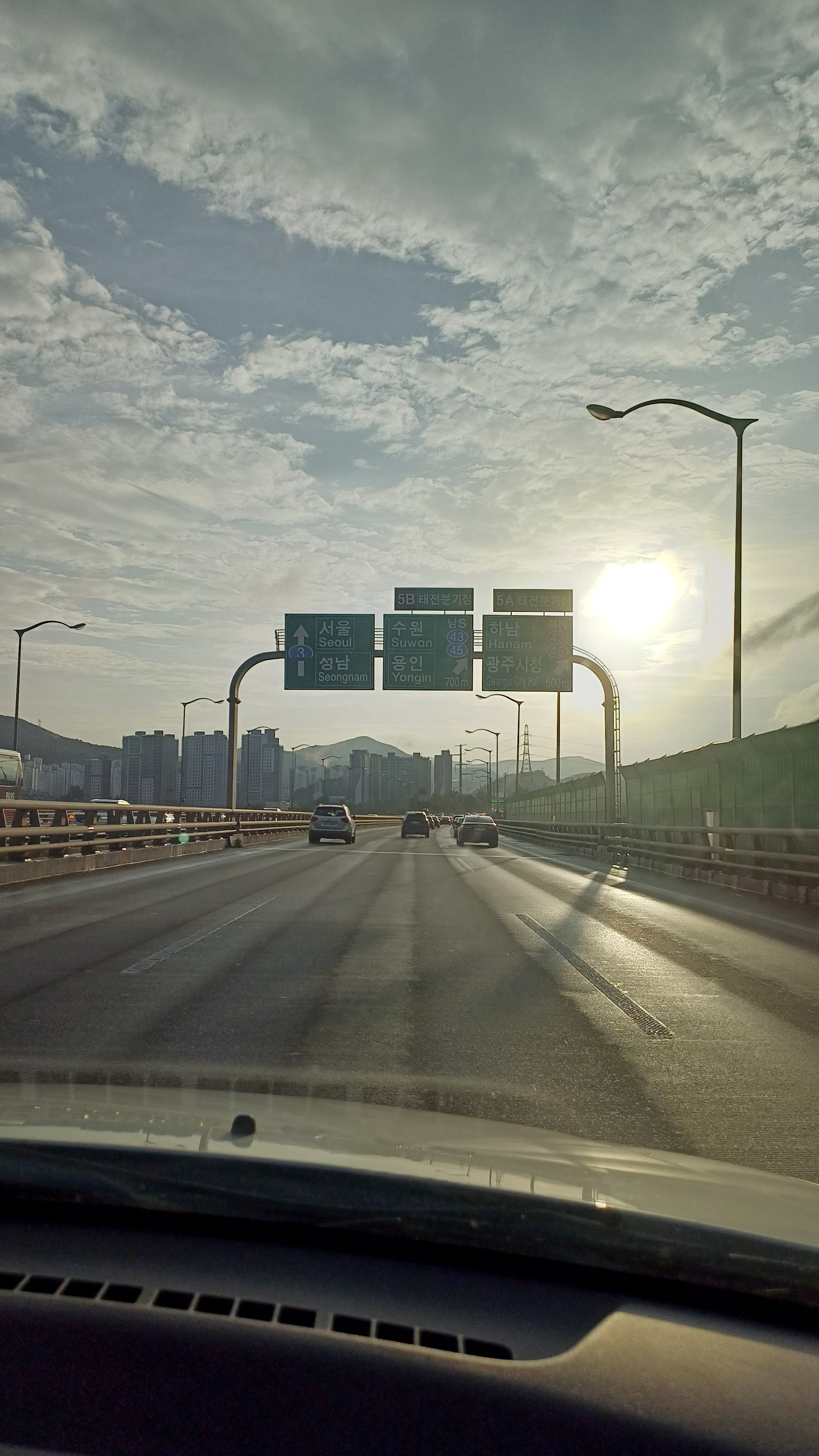
태전분기점(서울, 성남 방면)
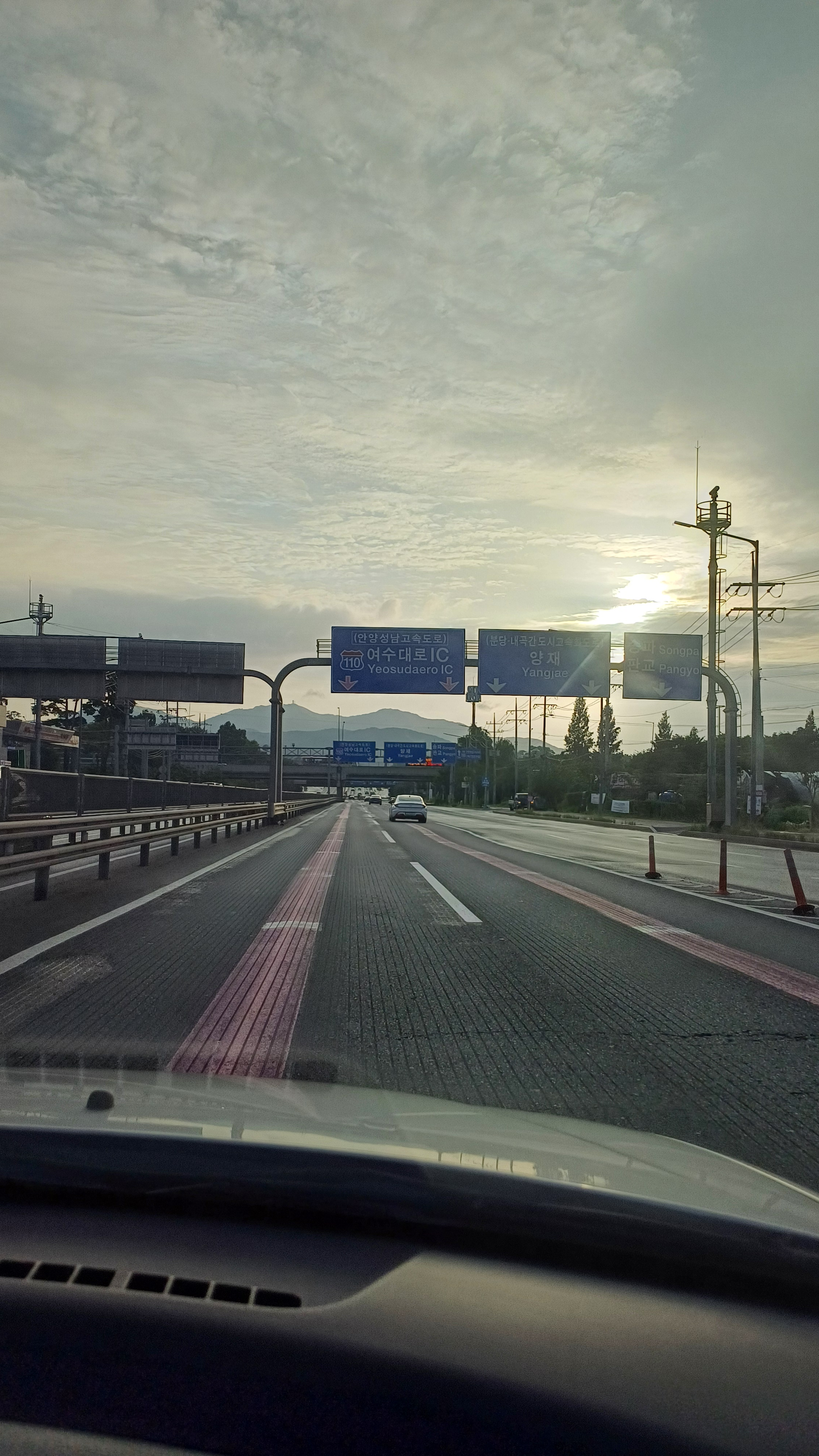
성남시청 교차로(제2경인고속도로 인천, 여수대로 양재, 송파 방면)
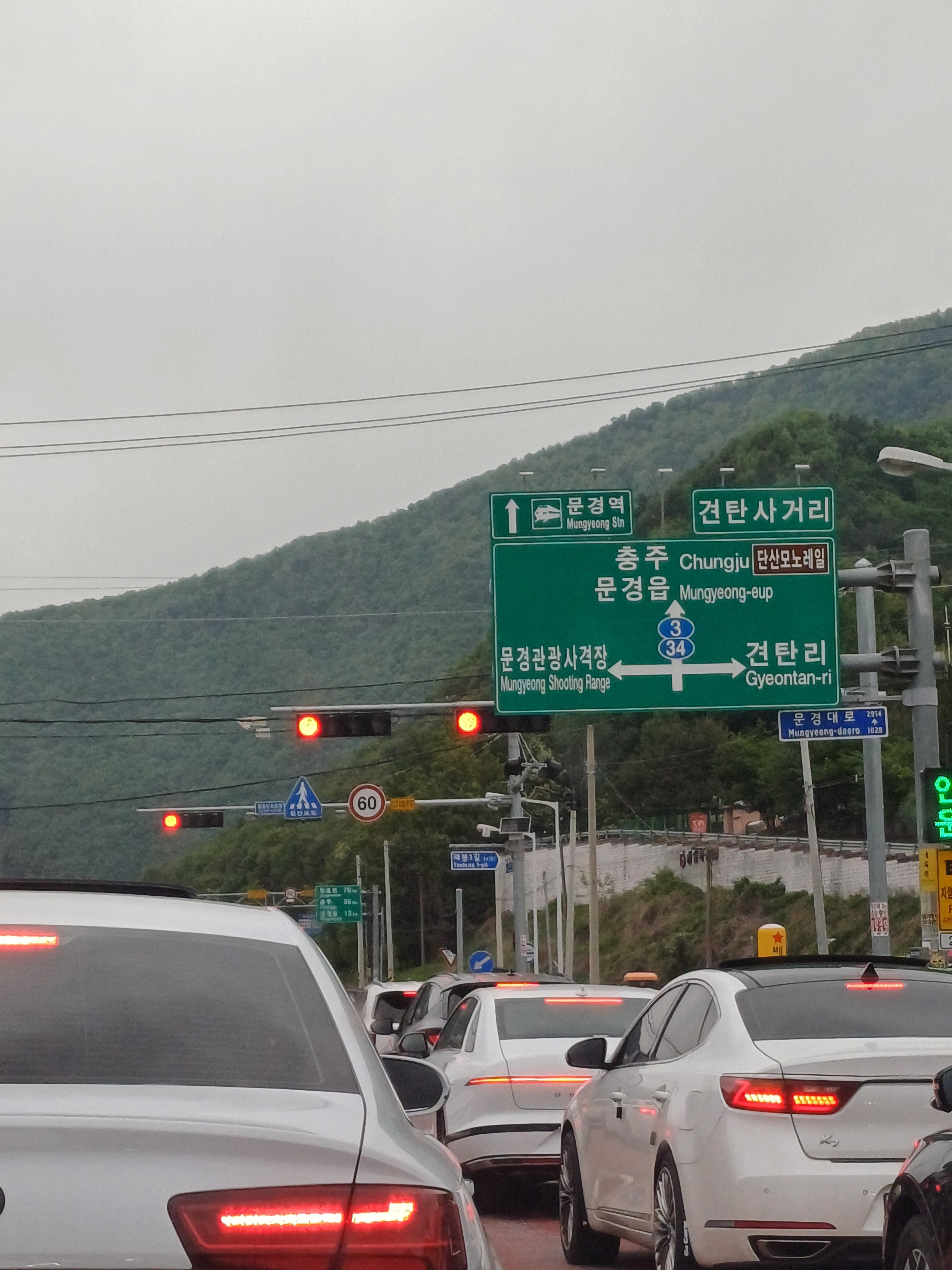
충주방면
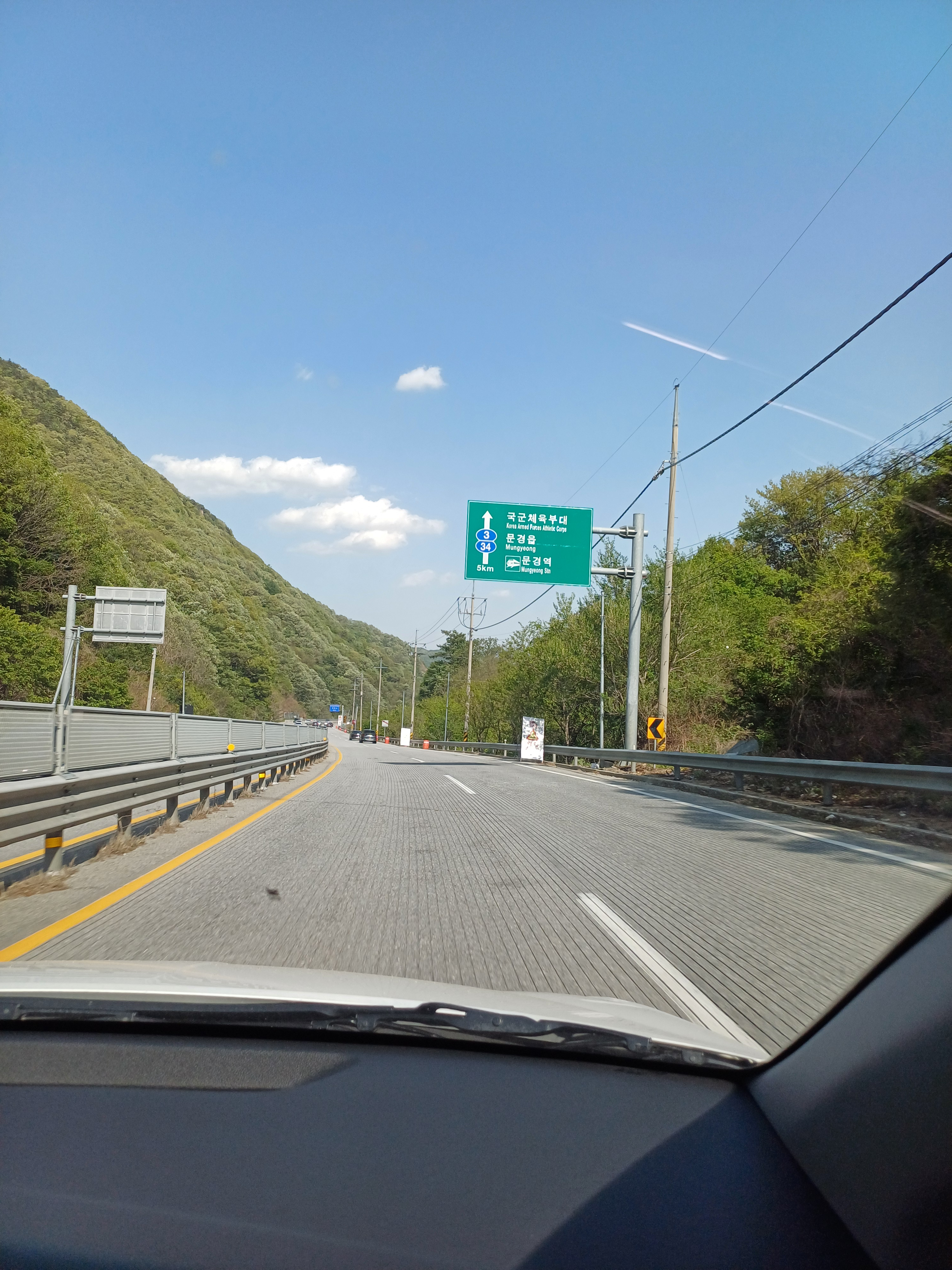
문경역, 국군체육부대 방면